# Armoriale delle famiglie italiane (Ri)
Questo è l'armoriale delle famiglie italiane il cui cognome inizia con le lettere Ri.

## Armi

### Ria
| Stemma | Casato e blasonatura |
| ------ | --- |
|        | Riali o Reali (Cesena) (la blasonatura non è stata ancora caricata) (citato in BLCW) Immagine in Blasone Cesenate. |
|        | Riari (Bologna) partito: nel 1º di Visconti; nel 2º troncato d'azzurro, alla rosa d'oro, e d'oro (citato in (8) – pag. 650) |
|        | Riario (Savona) Titolo: conti di Bosco Marengo Troncato d'azzurro e d'oro, il primo alla rosa del secondo (citato in (16)) spaccato d'azzurro e d'oro, alla rosa del secondo posta nel primo (citato in (19)) Motto: Iustus ut palma florebit Notizie storiche in Nobili napoletani. |
|        | Riario o Reario (Chieri, Saluzzo, Palermo) Titolo: consignori di Cavallerleone Troncato d'azzurro e d'oro, il primo alla rosa del secondo (citato in (16)) troncato: d'azzurro e d'oro, alla rosa d'oro posta nel primo (citato in Mango) |
|        | Riario Sforza (Napoli) Titolo: barone di Montepeloso; marchese di S. Giorgio, Polistena, Corleto; duca di S. Paolo; principe di Ardore partito semitroncato; nel 1° d'argento al biscione di verde ondeggiante in palo, ingoiante un fanciullo di carnagione (Sforza); nel 2° d'azzurro alla rosa d'oro, nel 3° d'oro pieno (Riario) (citato in (19)) Motto: Iustus ut palma florebit Notizie storiche in Nobili napoletani. |
|        | Riario Sforza (Napoli) biscione visconteo di azzurro coronato di oro su argento - oro pieno - rosa di oro su azzurro in capo (citato in LEOM) |
|        | Riario Sforza (Napoli) biscione visconteo di azzurro coronato di oro ingolante un fanciullo su argento - rosa di oro sull'azzurro del troncato di azzurro e di - oro pieno (citato in LEOM) |

### Rib
| Stemma | Casato e blasonatura |
| ------ | --- |
|        | Riba o Ribba o Ribi (Cuneo, Saluzzo) Di rosso, a tre rocchi di scacchiera, d'argento (citato in (16) e in (22)) |
|        | Ribadei (Spagna) di rosso, allo scaglione scorciato d'oro accompagnato da 3 stelle (8) del medesimo (citato in (2) - pag. 479, in (5) - pag. 158 e in DAlena) |
|        | Ribadeneyra (Sicilia) d'argento, alla croce di rosso caricata da cinque conchiglie d'oro (citato in Mango e in (20)) Notizie storiche in Famiglie nobili di Sicilia. |
|        | Ribaldi (Siracusa) di rosso, al mare in punta fluttuoso d'argento sormontato da tre stelle d'oro, ordinate in fascia nel capo (citato in Mango e in (20)) Notizie storiche in Famiglie nobili di Sicilia. |
|        | Ribasaltas o Ripasaltas o Ribesaltes (Sicilia) d'argento, alla rupe di nero, piantata sopra un mare d'azzurro, fluttuoso d'argento (citato in Mango e in (20)) Notizie storiche in Famiglie nobili di Sicilia. |
|        | Ribatti (Cesena) (la blasonatura non è stata ancora caricata) (citato in BLCW) Immagine in Blasone Cesenate. |
|        | Ribera (Spagna, Venezia, Rutigliano) Titolo: nobile bandato ondato d'argento e di verde (citato in (24)) |
|        | Ribiba (Messina) d'oro, a tre merli di nero posti 2 e 1 (citato in Mango) |
|        | Riboldis de Besana (la blasonatura non è stata ancora caricata) (citato in DAlena) |
|        | Ribotti o Riboty (Nizzardo) Titolo: conti di Val di Blora; signori di Breglio, Contes, Lantosca, Levenzo, Pigna, St. Sauveur, Santo Stefano, Venanzone; consignori di Boyon, Isola Santo Stefano D'argento al grappolo d'uva spina, fogliato al naturale, con il capo d'oro, cucito, carico di un'aquila bicipite, di nero (citato in (16)) |
|        | Ribotti (Pancalieri, Chiusa) D'argento, alla pianticella di ribes (al naturale) (citato in (16)) |
|        | Ribranzanti (Cesena) (la blasonatura non è stata ancora caricata) (citato in BLCW) Immagine in Blasone Cesenate. |
|        | Ribrocchi (Tortona) Di rosso, al leone d'oro, sostenente con le zampe anteriori un lambello d'argento, di quattro pendenti, posto in palo (citato in (16)) |

### Rica
| Stemma | Casato e blasonatura |
| ------ | --- |
|        | Ricarandi o Riccarand Titolo: consignori di Montalto, Settimo Vittone Di nero, alla terza in scaglione, accompagnata da tre leoncini, i superiori affrontati, il tutto d'argento (citato in (16)) |
|        | Ricardi o Riccardi (Occhieppo Inferiore, Biella, Torino) Titolo: conti di Groscavallo; signori di Netro D'argento, alla pianta di cardo, di verde, di tre fusti fioriti, sostenente ciascuno un cardellino, al naturale, in atto di piluccare i fiori, con il capo d'oro, cucito, carico di un'aquila coronata, di nero Motto: Hic regit, ille tuetur (citato in (16)) |
|        | Ricardi o Riccardi di Netro (Torino) pianta di cardo fiorita di 3 pezzi ognuno sostenente un cardellino in atto di pilluccare il fiore tutto al naturale su argento - aquila coronata di nero su oro in capo (citato in LEOM) |
|        | Ricasoli (Firenze) palato di rosso e d'oro, fasciato d'azzurro di 3 pezzi attraversanti, al capo d'oro caricato d'un castello ed una torre d'argento, aperto del campo e fabbricato di nero (citato in (2) – pag. 243 e in DAlena) (Immagine nella Raccolta stemmi Trippini (JPG).) Divisa: cum bonis bonus, cum perversis perversus |
|        | Ricasoli (Firenze) Fasciato di sei pezzi d'oro e di rosso, al leone attraversante d'azzurro (citato in (14)) (Immagine nella Raccolta stemmi Trippini (JPG).) |
|        | Ricasoli (Toscana) (DE) Unter 1 goldenen Schildhaupt, darin 1 mit 1 roten Kreuz belegte silberne Scheibe, in Blau 2 Balken, der obere golden und belegt mit 3 roten Pfählen, der untere rot und belegt mit 2 goldenen Pfählen (citato in (23)) |
|        | Ricasoli (Cesena) (la blasonatura non è stata ancora caricata) (citato in BLCW) Immagine in Blasone Cesenate. |
|        | Ricasoli Baroni palato d'oro e di rosso, attraversato da tre fasce d'azzurro, quella superiore sostenente il capo d'oro, al castello al naturale (citato in (5) – pag. 47) |
|        | Ricasoli Baroni (Firenze) Palato di sei pezzi d'oro e di rosso, a tre fasce attraversanti d'azzurro alias Palato di sei pezzi d'oro e di rosso, a due fasce attraversanti d'azzurro alias Palato di sei pezzi d'oro e di rosso, a tre fasce attraversanti d'azzurro; con il capo d'oro caricato dello scudetto rotondo del Popolo fiorentino alias Palato di sei pezzi d'oro e di rosso, a due fasce attraversanti d'azzurro; con il capo d'oro caricato dello scudetto rotondo del Popolo fiorentino alias Fasciato di sei pezzi, tre d'azzurro e tre composti d'oro e di rosso alias Fasciato di sei pezzi, tre d'azzurro e tre composti d'oro e di rosso; al capo d'oro caricato dello scudetto rotondo del Popolo fiorentino alias Fasciato di sei pezzi, tre d'azzurro e tre composti d'oro e di rosso; al capo d'oro caricato di un castello al naturale alias Fasciato di sei pezzi, tre d'azzurro e tre composti d'oro e di rosso, il primo pezzo caricato dello scudetto rotondo del Popolo fiorentino, il terzo pezzo caricato di un castello di...; con il capo di Santo Stefano alias Fasciato di sei pezzi, tre d'azzurro e tre composti d'oro e di rosso, i pezzi d'azzurro caricati di tre leopardi d'oro (citato in (14)) |
|        | Ricasoli Baroni della Trappola (Toscana) (DE) Unter 1 goldenen Schildhaupt, darin 1 dreitürmige naturfarbene Burg mit rotem Tor und roten Fenstern, 5mal blau-gold-blau-rot-blau-gold geteilt, im oberen goldenen Feld 3, im unteren 1 roter Pfahl, im roten Feld 2 goldene Pfähle (citato in (23)) |
|        | Ricasoli del Ponte alla Carraia (Toscana) (DE) In Rot 3 goldene Balken, überdeckt von 1 rotgezungten und rotbewehrten blauen Löwen (citato in (23)) |
|        | Ricasoli Firidolfi Zanchini Marsuppini (Firenze) leone rampante di azzurro su fasciato di oro e di rosso - torre al naturale merlata alla guelfa su oro - banda di rosso caricata di una stella (6 raggi) di oro su argento - 2 pali di oro sovrastati dall'azzurro del fasciato di azzurro e di rosso (citato in LEOM) |
|        | Ricasoli Firidolfi Zanchini Marsuppini (Firenze) leone rampante di azzurro su fasciato di oro e di rosso (citato in LEOM) |
|        | Ricasoli Rucellai (Firenze) trinciato di fasciato di oro e di rosso e fasciato increspato di azzurro e di oro (10 pezzi) alla - banda abbassata di rosso caricata di un leone passante di argento - leone rampante di azzurro sul fasciato di oro e di rosso (citato in LEOM) |
|        | Ricasoli Zanchini (Firenze) leone rampante di azzurro su fasciato di oro e di rosso - 4 catene uscenti dagli angoli e unite in cuore ad un anello tutto di azzurro su argento (citato in LEOM) |

### Ricca
| Stemma | Casato e blasonatura |
| ------ | --- |
|        | Ricca (Catanzaro) D'azzurro alla banda di rosso per inchiesta caricata da una cometa d'oro e da 2 stelle a 8 punte d'oro poste 1 e 1 (citato in DAlena) alias d'azzurro alla banda di rosso per inchiesta caricata da una cometa d'oro ed accompagnata in capo da un lambello a tre pendenti di rosso e accostata da due stelle a otto punte d'oro 1 e 1 (citato in BLCL) |
|        | Ricca o Riche (Bricherasio, Torino) Titolo: conti di Bricherasio, Castelvecchio; signori di Olcenengo Inquartato, al 1° e 4° d'argento, al leone di nero, linguato di rosso, nascente dalla partizione; al 2° e 3° di rosso, allo scaglione, accompagnato da tre stelle, il tutto d'oro (citato in (16)) leone rampante nascente di nero dalla troncatura su argento - scaglione di oro accompagnato da - 3 stelle (5 raggi) dello stesso poste 2,1 su rosso (citato in LEOM) Motto: Ubertate et fide |
|        | Ricca o Riche (Bollengo, Torino) Titolo: conti di Quassolo D'azzurro, alla fascia d'argento, carica di un leoncino, di rosso, illeopardito, e accompagnata da tre stelle, d'oro Motto: In tenebris magis fulgent (citato in (16)) |
|        | Ricca (Vittoria, Palermo) Titolo: barone; barone di Sonnaro; marchese di Tittamansi troncato: 1° d'argento al leone nero nascente dalla troncatura; 2° di rosso allo scaglione d'oro accompagnato da tre stelle dello stesso due in capo una in punta (citato in (17)) troncato: nel 1° d'argento al leone di nero nascente dalla partizione; nel 2° di rosso, allo scaglione d'oro, accompagnato da tre stelle dello stesso, due in capo ed una in punta (citato in Mango e in (20)) leone rampante nascente di nero dalla troncatura su argento - scaglione di oro accompagnato da - 3 stelle (5 raggi) dello stesso poste 2,1 su rosso (citato in LEOM) alias d'argento a tre fasce di rosso attraversate da un leone tenente una crocette il tutto d'oro (citato in (17)) leone rampante di oro reggente con le zampe anteriori una crocetta dello stesso su - 3 fasce di rosso su argento (citato in LEOM) Notizie storiche in Famiglie nobili di Sicilia. |
|        | Ricca (Roma, Montefiascone) banda di oro reggente - un leone passante dello stesso mirante un sole raggiante di oro su azzurro - braccio sinistro uscente da sinistra vestito di rosso gettante con la mano di carnagione delle monete di oro su azzurro (citato in LEOM) |
|        | Riccabona (Lana) angelo di profilo uscente dalla partizione vestito di argento tenente 2 spighe di oro in destra e grappolo di uva di argento in sinistra su azzurro - avambraccio destro e sinistro armati uscenti dai lati opposti afferranti con la mano di carnagione una spada in banda e in sbarra su argento - 3 stelle (6 raggi) di oro su argento poste 2,1 (citato in LEOM) |
|        | Riccabona (Lana) angelo nascente di profilo vestito di argento tenente nella destra 2 spighe di oro di frumento e con la sinistra un grappolo di uva al naturale su azzurro - avambraccio destro e sinistro armati uscenti dalle partizioni esterne e afferranti con la mano di carnagione 2 spade al naturale affrontate alla tedesca accompagnate da - 3 stelle (6 raggi) di oro poste 2,1 su argento (citato in LEOM) |
|        | Riccabona Reichenfels (Bressanone, Brescia) angelo posto su un monte di oro uscente dalla punta di profilo vestito di argento tenente nella destra 2 spighe di oro di frumento e con la sinistra un grappolo di uva al naturale su azzurro - 3 stelle (6 raggi) di oro poste 1,2 in alto su azzurro (citato in LEOM) |
|        | Riccardi (Messina) Titolo: barone di Mazzacalar d'azzurro, alla chiave d'oro, posta in palo (citato in (5) – pag. 48 e in Mango) alias troncato, innestato, merlato di rosso e d'oro di sei pezzi (citato in Mango e in (20)) Corona di barone Notizie storiche in Famiglie nobili di Sicilia. |
|        | Riccardi (Firenze) D'azzurro, alla chiave d'oro posta in palo con l'anello in basso (citato in (14)) (Immagine nella Raccolta stemmi Trippini (JPG).) |
|        | Riccardi (Massa, Pisa) D'argento, alla croce di sant'Andrea di rosso, caricata di cinque rose del campo (citato in (14)) |
|        | Riccardi (Abruzzo, Napoli) Di rosso alla bordura dentata d’oro al cardo fogliato di quattro pezzi d’oro (citato in DAlena) |
|        | Riccardi (Torino) D'azzurro, alla Fenice al naturale, sulla sua immortalità di rosso, fissante un sole d'oro posto nell'angolo destro del capo alias Troncato, al 1° d'azzurro, alla Fenice al naturale, sulla sua immortalità di rosso, fissante un sole d'oro posto nell'angolo destro del capo, al 2° d'argento, alla pianta di cardo ortense fiorita d'un pezzo, nascente dalla punta dello scudo, al naturale Motto: Ipsi soli (citato in (16)) |
|        | Riccardi o Ricardi (Occhieppo inferiore, Biella, Torino) Titolo: conti; conti di Santa Maria di Mongrando Inquartato, al 1° e 4° d'oro, all'aquila coronata, di nero, al 2° e 3° d'argento, alla pianta di cardo, di verde, fiorita di porpora (citato in (16)) aquila coronata di nero su oro - pianta di cardo di verde fiorita di 3 pezzi di viola e sradicata su argento (citato in LEOM) Motto: Hic regit, ille tuetur |
|        | Riccardi (Oneglia, Torino, Roma) Titolo: conti di Lantosca; consignori di Castelnuovo Inquartato, al 1° d'oro, alla fenice di nero, sull'immortalità di rosso; al 2° di rosso, a tre crocette d'argento, potenziate, male ordinate; al 3° d'azzurro, a tre piante di cardo, fiorite d'oro, una accanto all'altra, ciascuna sostenente un uccello al naturale; al 4° d'argento, a tre crocette di rosso, potenziate, male ordinate (citato in (16)) fenice di nero sulla sua immortalità di rosso su oro - 3 crocette potenziate di argento poste 1,2 su rosso - 3 piante di cardo di oro in palo poste in fascia cimate ciascuna da un cardellino nell'atto di pilluccare il fiore al naturale tutto su azzurro - 3 crocette potenziate di rosso poste 1,2 su argento (citato in LEOM) |
|        | Riccardi (Vercelli, Livorno) Titolo: conti Di rosso, al castello d'argento, aperto e finestrato, toriccellato di due, con il capo d'oro, carico di un'aquila di nero Motto: Alescunt insidiae pennis (citato in (16)) |
|        | Riccardi o Riccardi Cubitt castello affiancato da 2 torri merlato alla ghibellina di argento su rosso - aquila di nero su oro in capo (citato in LEOM) |
|        | Riccardi (Trevi) (la blasonatura non è stata ancora caricata) Notizie storiche nel sito della Associazione Pro Trevi. |
|        | Riccardi Candiani (Occhieppo Inferiore, Biella, Torino, Milano) Titolo: conti; nobili dei conti Inquartato, al 1° e 4° d'oro, all'aquila coronata, di nero, al 2° e 3° d'argento, alla pianta di cardo, sradicata di tre fusti di verde, fiorita di porpora, sul tutto interzato in fascia, al 1° d'oro, all'aquila coronata di nero, al 2° d'azzurro, alla torre d'argento, al 3° d'argento, a tre pali di rosso (Candiani) (citato in (16)) aquila coronata di nero su oro - torre di argento su azzurro - 3 pali di rosso su argento tutto su scudetto su - aquila coronata di nero su oro - pianta di cardo di verde fiorita di 3 pezzi di viola e sradicata su argento (citato in LEOM) alias Inquartato, al 1° e 4° d'argento, alla pianta di cardo, sradicata di tre fusti di verde, fiorita di porpora, al 2° e 3° d'oro, all'aquila coronata, di nero, sul tutto di Candiani Motto: Hic regit ille tuetur (citato in (16))                             |
|        | Riccardi Cubit (Livorno, Inghilterra) Titolo: conti Scaccato d'oro e di rosso, alla punta d'argento, rovesciata, movente dal lembo superiore dello scudo, caricata di una testa di leone, di nero, strappata, illuminata e linguata di rosso Motto: Seis qui prudens (citato in (16)) |
|        | Riccardi delle Stelle (Firenze) D'azzurro, alla chiave d'oro posta in palo con l'anello in basso (citato in (14)) |
|        | Riccardini (Arborio, Asti) Titolo: consignori di Arborio D'azzurro, a due ossa umane, d'argento, decussate, accantonate da quattro gigli, d'oro Motto: Virtus in morte florescit (citato in (16)) |
|        | Riccati o Ricati o Richati o Richatto (Manta, Saluzzo, Torino) Titolo: barone di San Michele; consignore di Ceva D'argento, alla pianta di cardo (senza frutto), nutrita nella pianura, il tutto di verde (citato in (16) e in (22)) pianta di cardo (senza frutta) di verde nodrita su terrazzo dello stesso uscente dalla punta su argento (citato in LEOM) Cimiero: cardo nascente Motto: Inter spinas dulcedo |

### Ricch
| Stemma | Casato e blasonatura |
| ------ | --- |
|        | Ricchi (Siena) D'azzurro, allo scaglione d'oro, accompagnato da tre rose dello stesso, 2.1 (citato in (14))                                                            |
|        | Ricchi (Siena) Di..., al lunello di... (citato in (14)) |
|        | Ricchi (Toscana) (DE) In Blau 1 fünfstrahliger und facettierter goldener Stern, beidseitig begleitet von je 1 goldenen Lilie in der Nabelreihe (citato in (23))        |
|        | Ricchi (Cesena) (la blasonatura non è stata ancora caricata) (citato in BLCW) Immagine in Blasone Cesenate.                                                            |
|        | Ricchieri (Pordenone, Sanremo) filetto in croce di oro su rosso - aquila di argento coronata di oro su rosso - ghirlanda di rose al naturale su rosso (citato in LEOM) |

### Ricci
| Stemma | Casato e blasonatura |
| ------ | --- |
|        | Ricci partito di nero e di rosso alla banda d'oro attraversante (citato in (4) – Vol. II pag. 128) |
|        | Ricci (Lucca) Inquartato decussato: nel 1° e 4° scaccato d'argento e di rosso; nel 2° e 3° d'azzurro, alla stella a otto punte d'oro (citato in (14)) |
|        | Ricci (Montepulciano) D'azzurro, alla biscia guizzante in palo di verde, sormontata da una stella a sei punte d'oro, e accostata in capo da due gigli dello stesso; con la fascia diminuita attraversante di ross alias D'azzurro, alla biscia guizzante in palo di verde, sormontata da una corona d'oro, e accostata in capo da due gigli dello stesso; con la fascia diminuita attraversante di ross alias D'azzurro, al riccio rampante al naturale, fissante il sole d'oro posto nel cantone destro del capo (citato in (14)) |
|        | Ricci (Pescia) Di..., a due ricci di... controascendenti un monte di sei cime di...; e al capo di..., caricato di tre bisanti (o palle) di..., 1.2 (citato in (14)) |
|        | Ricci (Pistoia) Troncato: nel 1° d'oro, al riccio passante di rosso, cinghiato d'argento; nel 2° trinciato di rosso e d'azzurro, alla banda dell'uno all'altro, passata sulla trinciatura alias Trinciato di rosso e d'azzurro, alla banda dell'uno all'altro, passata sulla trinciatura; al capo d'oro caricato di un riccio passante di rosso, cinghiato d'argento (citato in (14)) |
|        | Ricci (Pontremoli, Firenze) D'azzurro, al riccio passante al naturale, in mezzo a tre stelle a otto punte d'oro, 2.1 alias D'azzurro, a cinque ricci passanti al naturale, 3.2, alternati a sette stelle a sei punte d'oro, 3.3.1 (citato in (14)) |
|        | Ricci (Firenze, Pontremoli) 7 stelle (6 raggi) di oro poste 3,3,1 (in tripla fascia) alternate da - 5 ricci passanti al naturale posti 3,2 (in doppia fascia) tutto su azzurro (citato in LEOM) |
|        | Ricci (Prato, Firenze) Di..., all'albero di..., nodrito sul monte di sei cime di... e sinistrato da un riccio di... ascendente il monte stesso; il tutto abbassato sotto il capo d'Angiò (citato in (14)) |
|        | Ricci o Ricci del Lion Bianco (Firenze) Di verde, allo scaglione di rosso, sormontato da una stella a otto punte d'oro e accompagnato in punta da tre ricci passanti al naturale, 1.2 (citato in (14)) (DE) In Grün 1 erniedrigter roter Sparren, begleitet oben von 1 achtstrahligen goldenen Stern, unten von 3 schreitenden silbernen Igeln 2:1 gestellt (citato in (23)) |
|        | Ricci (Firenze) D'azzurro, all'albero nodrito sul terreno e accostato a destra da un'aquila dal volo abbassato coronata d'oro, e a sinistra da un riccio passante; il tutto al naturale e accompagnato nei cantoni del capo da un sole d'oro a destra e da un crescente volto in banda d'argento a sinistra (citato in (14)) |
|        | Ricci (Firenze) Di..., al leone di... (citato in (14)) |
|        | Ricci (Firenze) D'azzurro, alla croce di sant'Andrea diminuita di rosso, accantonata da quattro ricci passanti d'oro (citato in (14)) |
|        | Ricci (Firenze) D'azzurro, a tre ricci passanti d'oro, 2.1 (citato in (14)) alias D'azzurro, a tre ricci passanti d'oro, 2.1, alternati a tre stelle a otto punte dello stesso, 2.1 (citato in (14)) (DE) In Blau 3 schreitende goldene Igel und 3 achtstrahlige goldene Sterne balkenweise abwechselnd 2:2:1:1 gestellt (citato in (23)) alias D'azzurro, a tre ricci passanti d'oro, 2.1, alternati a sette stelle a otto punte dello stesso, 3.3.1 (citato in (14)) alias D'azzurro, a tre ricci passanti d'oro, 2.1, alternati a sei stelle a otto punte dello stesso, 3.2.1 (citato in (14)) alias D'azzurro, a sei ricci passanti d'oro, 1.2.2.1 (citato in (14)) alias D'azzurro, a sei ricci passanti d'oro, 1.2.2.1, alternati a sette stelle a otto punte dello stesso, 1.2.1.2.1 (citato in (14)) alias D'azzurro, a sei ricci passanti d'oro, 1.2.2.1, alternati a sette stelle a otto punte dello stesso, 3.3.1 (citato in (14)) alias D'azzurro, a sei ricci passanti d'oro, 2.2.2, alternati a sette stelle a otto punte dello stesso, 1.2.1.2.1 (citato in (14)) alias D'azzurro, a sei ricci passanti d'oro, 2.2.2, alternati a sette stelle a otto punte dello stesso, 3.3.1 (citato in (14)) alias D'azzurro, a sei ricci passanti d'oro, 3.2.1, alternati a dieci stelle a otto punte dello stesso, 3.3.3.1 (citato in (14)) alias D'azzurro, a sette ricci passanti d'oro, 3.3.1, alternati a sette stelle a cinque punte dello stesso, 2.3.2; con il capo d'Angiò (citato in (14)) alias D'azzurro, a sette ricci passanti d'oro, 3.3.1, alternati a sette stelle a sei punte dello stesso, 2.3.2; con il capo d'Angiò (citato in (14)) alias D'azzurro, a sette ricci passanti d'oro, 3.3.1, alternati a sette stelle a otto punte dello stesso, 2.3.2; con il capo d'Angiò (citato in (14)) alias D'azzurro, a sette ricci passanti d'oro, 2.3.2, alternati a sette stelle a sei punte dello stesso, 2.3.2 (citato in (14)) alias D'azzurro, a sette ricci passanti d'oro, 2.3.2, alternati a sette stelle a otto punte dello stesso, 2.3.2 (citato in (14)) alias D'azzurro, a sette ricci passanti d'oro, 3.3.1, alternati a sette stelle a sei punte dello stesso, 3.3.1 (citato in (14)) alias D'azzurro, a sette ricci passanti d'oro, 3.3.1, alternati a sette stelle a otto punte dello stesso, 3.3.1 (citato in (14)) alias D'azzurro, a otto ricci passanti d'oro, 2.3.2.1, alternati a sette stelle a otto punte dello stesso, 3.2.2 (citato in (14)) alias D'azzurro, a otto ricci passanti d'oro, 2.3.2.1, alternati a tredici stelle a otto punte dello stesso, 2.4.4.3 (citato in (14)) |
|        | Ricci (Empoli, Firenze, Livorno) D'oro, alla testa di riccio strappata al naturale, lampassata di rosso (citato in (14)) |
|        | Ricci (Colle) Di..., alla sbarra di..., sormontata da una stella a sei punte di..., e accompagnata in punta da tre ricci passanti rivolti di..., 1.2 (citato in (14)) |
|        | Ricci (Arezzo) D'azzurro, a tre ricci passanti d'oro, 2.1, accompagnati in capo da una cometa dello stesso (citato in (14)) 3 ricci passanti di oro posti 2,1 sormontati in capo da - una cometa ondeggiante in palo dello stesso tutto su azzurro (citato in LEOM) alias D'azzurro, a tre ricci passanti d'oro, 2.1, accompagnati in capo da una cometa dello stesso; con il capo di Santo Stefano (citato in (14)) |
|        | Ricci (Arezzo) 2 stelle (8 raggi) di oro sull'azzurro dell' - inquartato in croce di Sant'Andrea di scaccato di argento e di rosso e di azzurro (citato in LEOM) |
|        | Ricci (Vasto) d'azzurro a due fasce ondate d'oro, al capo d'oro dell'aquila nascente dal volo spiegato di nero; al capo abbassato d'oro al riccio di nero (citato in DAlena) |
|        | Ricci (Molise) (la blasonatura non è stata ancora caricata) (citato in DAlena) |
|        | Ricci (Abruzzo) Spaccato in punta: nel 1° di rosso all'albero al naturale sormontato da una stella d'argento, e accompagnato al disotto da un riccio al naturale; nel 2° di verde pieno (citato in DAlena) |
|        | Ricci (Abruzzo) D'azzurro alla fascia d'argento caricata di un riccio passante di nero (citato in DAlena) |
|        | Ricci (Borgo San Martino, Casale, Torino) Titolo: marchesi di Cereseto; conti di Piovà; signori di Torre d'Isola D'azzurro, a tre ricci di castagno, fogliati, d'oro (citato in (16)) 3 ricci di castagno fogliati di oro posti 2,1 su azzurro (citato in LEOM) alias Troncato, al 1° d'oro, all'aquila coronata, di nero, al 2° d'azzurro, a tre porcospini al naturale (citato in (16)) |
|        | Ricci e De Ricis D'azzurro, al ramo di castagno, di verde, fogliato di dieci pezzi, uscente dal cantone destro della punta e rigirantesi in spirale, fruttato di cinque ricci, aperti, al naturale, 1, 3, 1, ordinati in banda (citato in (16)) |
|        | Ricci o Riccio (Cuneo, Limone) Titolo: conte di Andonno; signore di Ruata dei Ronchi; consignore di Ceva Troncato, al 1º d'oro, all'aquila di nero, coronata del campo, al 2º di rosso, a tre porcospini (ricci) d'argento (citato in (16) e in (22)) aquila di nero coronata di oro su oro - 3 ricci passanti di argento posti 2,1 su rosso (citato in LEOM) alias Palato di rosso e d'argento, con il capo d'azzurro, carico di tre porcospini (ricci), d'argento (citato in (16) e in (22)) |
|        | Ricci o Riccio o Rizzo o Rizzi (Asti) Titolo: conti di San Paolo, Solbrito; consignori di Cellarengo e Menabò, Corveglia, Dusino, Ferrere, San Michele d'Asti, Serralunga, Solbrito, Stoerda D'argento, a tre ricci di castagna, fogliati di due pezzi, di verde alias D'argento, a tre ricci di castagna, fogliati di due pezzi, di verde, con il capo d'oro, carico di un'aquila di nero Motto: Meliora latent (citato in (16)) |
|        | Ricci o Rizzo (Savona) Titolo: marchesi di Corticelle Inquartato in decusse, d'oro e d'azzurro; il punto superiore d'oro, al riccio di castagna fogliato, al naturale; i punti d'azzurro al leoncino, d'oro, quello di destra rivoltato (citato in (16)) |
|        | Ricci (Sospello) Titolo: barone des Ferres; consignore di Castelnuovo Troncato, (nel 1º) d'argento a tre rami di castagna, fruttati di tre ricci, male ordinati, al naturale, i rami disposti in fascia, e (nel 2º) d'oro, al riccio (istrice) al naturale (citato in (16) e in (22)) alias Di rosso, alla fascia d'oro, carica di tre ricci di castagna, fogliati, al naturale (citato in (16) e in (22)) alias D'argento, a tre rami di castagna, fruttati di tre ricci, male ordinati, al naturale (citato in (16)) alias d'argento, a tre ricci, di castagna, al naturale (citato in (22)) Motto: In pungendo lenitas |
|        | Ricci o Ricci des Ferres (Torino) 3 rami di castagno fruttati ciascuno di 3 ricci posti in fascia un sull'altro al naturale su argento - riccio passante al naturale su oro (citato in LEOM) |
|        | Ricci (Tortona) Di rosso, a tre ricci di nero, 2, 1, con il capo d'oro, carico di un'aquila coronata, di nero (citato in (16)) |
|        | Ricci (Trevi) (la blasonatura non è stata ancora caricata) Notizie storiche nel sito della Associazione Pro Trevi. |
|        | Ricci (Roma) (la blasonatura non è stata ancora caricata) (Immagine nell' Archivio Storico Capitolino (PDF) (archiviato dall'url originale il 4 settembre 2014).) |
|        | Ricci (Civitanova Marche, Macerata, Carmignano) riccio passante al naturale su rosso - 2 scaglioni rovesciati di nero su argento - rosa di oro su azzurro in capo (citato in LEOM) |
|        | Ricci (Bologna) riccio passante al naturale su fascia di argento bordata di rosso su azzurro - croce di Malta di argento sormontata da - stella (8 raggi) dello stesso in alto su azzurro - giglio di argento in basso su azzurro (citato in LEOM) |
|        | Ricci (Genova, Firenze, Trieste, Rodi (Grecia)) 2 leoni controrampanti di oro sull'azzurro dell' - inquartato in croce di Sant'Andrea di oro e di azzurro - riccio di castagno al naturale fogliato di verde in alto su oro (citato in LEOM) |
|        | Ricci (Casoli) riccio passante di nero su fascia di argento su azzurro (citato in LEOM) |
|        | Ricci (Città di Castello) sbarra di rosso su azzurro - cometa di oro ondeggiante in palo in alto su azzurro - riccio al naturale passante su terrazzo di verde uscente dalla punta su azzurro (citato in LEOM) |
|        | Ricci (Roma, Cori, Velletri) riccio al naturale passante su terrazzo di verde uscente dalla punta accompagnato - nell'angolo sinistro del capo da sole raggiante di oro tutto su azzurro (citato in LEOM) |
|        | Ricci (Rieti) albero di castagno di oro nodrito su terrazzo di verde uscente dalla punta sormontato da - stella (8 raggi) di oro su azzurro - riccio al naturale rivolto rampante sull'albero su azzurro (citato in LEOM) |
|        | Ricci o Ricci del Lion Bianco (Toscana) (DE) In Blau 1 erniedrigter roter Sparren, begleitet oben von 1 achtstrahligen goldenen Stern, unten von 3 schreitenden goldenen Igeln 1:2 gestellt (citato in (23)) |
|        | Ricci o Ricci Lotteringi del Riccio (Roma) testa di riccio al naturale su oro (citato in LEOM) |
|        | Ricci Armani (Firenze, Pontremoli) 3 pali di azzurro su oro - aquila di nero su oro in capo (sulla prima partizione) - 7 stelle (6 raggi) di oro poste 3,3,1 (in tripla fascia) alternate da - 5 ricci passanti al naturale posti 3,2 (in doppia fascia) tutto su azzurro (citato in LEOM) |
|        | Ricci Crisolini (Firenze) Partito: nel 1° d'azzurro alla fascia d'argento caricata di 2 ricci al naturale, passanti ed affrontati; nel 2° d'azzurro a 3 torri d'oro aperte del campo, merlate alla guelfa e sorgenti da un mare agitato d'argento, sormontate da 3 api d'oro barberiniane (citato in DAlena) 2 ricci passanti al naturale affrontati su fascia di argento su azzurro - 3 torri di oro la centrale più alta su mare agitato di argento e di azzurro uscente dalla punta sormontate da - 3 api di oro viste di dorso poste 2,1 tutto su azzurro (citato in LEOM) |
|        | Ricci Curbastro (Bologna, Lugo, Faenza, Torino) fascia di rosso su azzurro - cometa ondeggiante in palo di oro affiancata da - 2 stelle (5 raggi) dello stesso in alto su azzurro - albero di quercia al naturale nodrita su terrazzo dello stesso uscente dalla punta affiancata da - 2 ricci passanti e affrontati al naturale su azzurro (citato in LEOM) |
|        | Ricci di Pinciulla (Siena) D'azzurro, alla fascia diminuita, sormontata da tre stelle a sei punte ordinate in capo, e accompagnata in punta da tre stelle a sei punte, 2.1; il tutto d'oro (citato in (14)) |
|        | Ricci Oddi (Piacenza) riccio al naturale fermo su terrazzo di verde uscente dalla punta mirante - sole nascente dal canton sinistro del capo di oro tutto su argento - 3 anelli posti 2,1 su argento incappato di azzurro i superiori di argento su azzurro e l'inferiore di azzurro su argento (citato in LEOM) |
|        | Ricci Oddi (Piacenza) riccio di castagno al naturale su argento (citato in LEOM) |
|        | Ricci Oddi (Piacenza) riccio al naturale passante e traversante - 3 rose stelate e fogliate di verde fiorite di argento poste a ventaglio su azzurro (citato in LEOM) |
|        | Ricci Paracciani (Montepulciano, Roma) riccio rampante di nero mirante - sole di oro posto nel canton sinistro del capo tutto su azzurro - fascia di rosso su - serpente ondeggiante e annodato in palo di verde coronato di oro su azzurro - 2 gigli di oro in alto posti in fascia su azzurro (citato in LEOM) |
|        | Riccialbani (Firenze) D'azzurro, al leone d'oro (citato in (14)) (DE) In Blau 1 goldener Löwe (citato in (23)) |
|        | Ricciardelli (Rimini) di rosso, al leone d'oro e il bastone d'azzurro posto in banda attraversante colla bordura cuneata d'argento e di nero (citato in (2) - pag. 78, in (5) - pag. 110 e in DAlena) |
|        | Ricciardelli (Pescocostanzo) D'azzurro alla banda di rosso orlata d'argento e caricata di tre stelle (8) il tutto d'oro, accompagnata in capo da una cometa (8) d'oro posta in palo ed in punta da una testa di moro, posata di profilo verso destra (citato in DAlena) |
|        | Ricciardelli (Faenza) tronco di albero sradicato e accollato da un tralcio di vite tutto al naturale su azzurro - capo d'Angiò (citato in LEOM) |
|        | Ricciardeschi (Firenze) Di..., all'albero sradicato di..., attraversato al tronco da un cane passante di..., bailonato di un osso di..., e più sopra da un breve di..., caricato del motto COL TEMPO, in caratteri di...; il tutto abbassato sotto il capo ritondato scaccato di... e di... (citato in (14)) |
|        | Ricciardetti (Arezzo) D'oro, al leone di rosso, posto in mezzo a sette palle d'azzurro ordinate in cinta (citato in (14)) |
|        | Ricciardi d'argento all'albero nodrito sopra un ristretto di pianura erbosa, con un riccio (porcospino) saliente sul tronco, il tutto al naturale e il tutto colla bordura d'argento e d'azzurro (citato in (4) – Vol. III pag. 505) |
|        | Ricciardi (Siena) Inquartato decussato d'oro e d'azzurro, al leone attraversante di rosso (citato in (14)) |
|        | Ricciardi (Pistoia) Palato di sei pezzi d'oro e d'azzurro alias Palato di sei pezzi d'oro e d'azzurro; con il capo d'Angiò (citato in (14)) |
|        | Ricciardi (Firenze) Trinciato d'azzurro e d'argento, alla stella a otto punte d'oro nel secondo, e alla banda dello stesso passata sulla trinciatura e caricata di un riccio passante di nero (citato in (14)) (DE) Blau-silber schräggeteilt und überdeckt von 1 senkrecht zur Figur mit 1 schreitenden schwarzen Igel belegten goldenen Schrägbalken, dieser unten begleitet von 1 achtstrahligen goldenen Stern (citato in (23)) alias Trinciato d'azzurro e d'argento, alla stella a otto punte d'oro nel secondo, e alla banda dello stesso passata sulla trinciatura e caricata di un riccio passante al naturale (citato in (14)) alias Troncato di... e di..., alla stella a otto punte di... nel secondo, e alla fascia di... passata sulla troncatura, caricata di un riccio passante di... (citato in (14)) alias Partito: nel 1° trinciato d'azzurro e d'argento, alla stella a otto punte d'oro nel secondo, e alla banda dello stesso passata sulla trinciatura e caricata di un riccio passante di nero; nel 2° d'azzurro, allo scaglione d'oro accompagnato da tre crescenti montanti d'argento, 2.1, e al capo cucito d'Angiò (citato in (14)) alias Partito: nel 1° trinciato d'azzurro e d'argento, alla stella a otto punte d'oro nel secondo, e alla banda dello stesso passata sulla trinciatura e caricata di un riccio passante al naturale; nel 2° d'azzurro, allo scaglione d'oro accompagnato da tre crescenti montanti d'argento, 2.1, e al capo cucito d'Angiò (citato in (14)) |
|        | Ricciardi o Ricciardi del Vaio (Toscana) (DE) Blau-silber schräggeteilt und überdeckt von 1 senkrecht zur Figur mit 1 schreitenden schwarzen Igel belegten goldenen Schrägbalken, dieser unten begleitet von 1 achtstrahligen goldenen Stern (citato in (23)) |
|        | Ricciardi o Ricciardi d'Artimino (Toscana) (DE) 1 Drache überdeckt von 1 der Figur nach mit 5 Lilien belegten Schrägbalken (citato in (23)) |
|        | Ricciardi (Firenze) Di rosso, al grifone d'argento e alla banda diminuita attraversante d'azzurro, caricata di tre gigli d'oro posti nel senso della pezza alias Partito: nel 1° di rosso, al grifone d'argento e alla sbarra attraversante d'azzurro, caricata di tre gigli d'oro; nel 2° d'azzurro, alla fascia d'oro caricata di una scala di tre pioli di nero sostenente una crocetta latina di rosso nel campo, e accompagnata da tre ruote d'oro, 2.1 (citato in (14)) |
|        | Ricciardi (Arezzo) D'azzurro, al riccio d'oro passante sulla campagna di verde (citato in (14)) |
|        | Ricciardi (Cosenza) D'azzurro alla chiave d'oro in palo (citato in DAlena e in BLCL) |
|        | Ricciardi (Napoli) Titolo: conti di verde al riccio sormontato da un lambello a cinque pendenti il tutto d'argento (citato in (17)) riccio passante sormontato da un - lambello (5 gocce) tutto di argento su verde (citato in LEOM) |
|        | Ricciardi (Napoli) Titolo: baroni partito: 1° d'oro al riccio adagiato sul rogo ardente e sormontato da una cometa azzurra; 2° di verde al leone d'oro Motto: In labore virtus (citato in (17)) riccio adagiato su un rogo ardente tutto al naturale sormontato da - cometa ondeggiante in palo di azzurro tutto su oro - leone rampante di oro su verde (citato in LEOM) |
|        | Ricciardi (Napoli) Titolo: baroni d'oro al riccio adagiato sul rogo ardente al naturale, sormontato da una cometa d'argento (citato in (17)) riccio adagiato su un rogo ardente tutto al naturale sormontato da - cometa ondeggiante in palo di argento tutto su oro (citato in LEOM) Motto: In labore virtus |
|        | Ricciardi (Napoli, Foggia) Titolo: principe di Sant'Arcangelo, duca di Caivano, marchese di Fuscaldo, conte di Camaldoli di verde a tre ricci sormontati da un rastrello a tre pendenti il tutto d'oro (citato in (17)) alias troncato da una fascia d'azzurro, 1° di verde a tre ricci d'argento accompagnati da un lambello a cinque pendenti dello stesso, nel 2° d'argento a tre pali di verde (citato in (17)) fascia di azzurro su troncato di verde e di argento - 3 ricci passanti posti 2,1 sormontati da - un lambello (5 gocce) tutto di argento su verde - 3 pali di verde su argento (citato in LEOM) Motto: Etiam si omnes, ego non |
|        | Ricciardi (Napoli) Titolo: conti di verde a tre ricci sormontati da un rastrello a tre pendenti il tutto d'oro (citato in (17)) 3 ricci passanti posti 2,1 sormontati da - un lambello (3 gocce) tutto di oro su verde (citato in LEOM) |
|        | Ricciardi del Cova (Siena) Di..., alla fascia di..., caricata di un leone leopardito di... (citato in (14)) |
|        | Ricciarelli (Volterra, Firenze) D'azzurro, al riccio d'oro passante sul terreno al naturale, e accompagnato da una cometa d'oro nel cantone destro del capo (citato in (14)) riccio di oro passante su terrazzo erboso al naturale uscente dalla punta sormontato in alto a sinistra da - cometa ondeggiante in palo di oro tutto su azzurro (citato in LEOM) |
|        | Ricci-Crisolini (Firenze) partito: nel 1º d'azzurro alla fascia d'argento caricato di due ricci al naturale, passanti ed affrontati; nel 2º d'azzurro a tre torri d'oro aperte del campo, merlate alla guelfa e sorgenti da un mare agitato d'argento, sormontate da tre api d'oro barberiniane montanti poste due, una in capo. Cimiero: un riccio al naturale, rampante ed afferrante un'ape d'oro. Sostegni: due leoni affrontati, unghiati e linguati di rosso Motto: "Triplici securitate" (citato in (2) - pag. 429) |
|        | Riccieri (Firenze) Troncato d'azzurro e d'oro, all'albero attraversante sradicato al naturale, sinistrato da un riccio di nero rampante al tronco nel secondo, e sormontato da due stelle a otto punte d'oro nel primo, poste nei cantoni del capo (citato in (14)) |
|        | Riccio (Molise) Spaccato d'oro ad un'aquila nascente di nero e fasciato nebuloso d'azzurro e d'oro di 4 pezzi ; colla fascia d'oro attraversante sulla partizione e caricata di un riccio di nero (citato in DAlena) |
|        | Riccio o Riccia o De Riciis (Vercelli, Pray) Titolo: consignori di Salasco (?) Di rosso, a tre ricci d'oro, con il capo d'oro, carico di un'aquila di nero (citato in (16)) |
|        | Riccio o Ritio (Moncalieri) D'azzurro, al castagno, sostenuto da un cane rampante, il tutto d'oro (citato in (16)) |
|        | Riccio o Rizzo (Trapani, Naro, Messina) Titolo: conte di Piano, barone di San Gioacchino, barone e signori della Salina di Renda, signori della Gabella della Pescheria di Trapani controvaiato d'oro e d'azzurro al capo d'oro caricato di un istrice (riccio) al naturale; il capo abbassato sotto un capo cucito d'oro caricato da un'aquila di nero coronata (citato in (17)) contravaiato d'oro e d'azzurro, al capo d'oro caricato di un istrice (riccio) al naturale, il capo abbassato sotto un capo cucito d'oro caricato di un'aquila di nero coronata, armata e membrata del campo (citato in (20)) alias spaccato: al 1° d'argento al riccio (porcospino) al naturale; al 2° d'argento a tre fasce di nero contrainnestate (citato in (20)) riccio passante al naturale su argento - 3 fasce controinnestate di nero su argento (citato in LEOM) Notizie storiche in Famiglie nobili di Sicilia. |
|        | Riccio o Rizzo o Riccioli (Messina, Trapani, Palermo, Catania) Titolo: barone di Comiso, Ribino, S. Giacomo, Miri, del Grano, Favignana, Levanzo, Marettimo, S. Anna troncato d'argento al riccio (porcospino) al naturale; e d'argento a tre fasce di nero contro innestate alias contro vaiato d'oro e d'azzurro; al capo d'oro, carico di un istrice (riccio) al naturale, il capo abbassato sotto un capo cucito d'oro, caricato da un'aquila di nero, coronata, armata e membrata del campo (citato in Mango) vaiato d'oro e d'azzurro, col capo del primo caricato da un rizzo al naturale, abbassato sotto altro capo d'oro caricato da un'aquila spiegata di nero, membrata, imbeccata e coronata d'oro (citato in (20)) controvajato di oro e di azzurro - riccio passante al naturale su oro in capo abbassato da - capo d'Impero (citato in LEOM) Corona di barone Notizie storiche in Famiglie nobili di Sicilia. |
|        | Riccio (Napoletano) (la blasonatura non è stata ancora caricata) (citato in (19)) |
|        | Riccio (Napoletano) (la blasonatura non è stata ancora caricata) (citato in (19)) |
|        | Riccio (Sassari) aquila coronata di nero su oro - 3 ricci passanti al naturale posti 1,2 su azzurro (citato in LEOM) |
|        | Riccio (Cesena) (la blasonatura non è stata ancora caricata) (citato in BLCW) Immagine in Blasone Cesenate. |
|        | Riccioli di rosso ad un arbusto di verde nodrito sulla vetta di un monte di tre cime d'oro all'italiana, movente dalla punta; col capo d'azzurro carico di due stelle d'oro di sei raggi, poste in fascia (citato in (4) – Vol. IX pag. 196) |
|        | Riccioli (Catania) Titolo: barone di Binvini controvaiato d'oro e d'azzurro (al capo d'oro caricato) di un riccio al naturale, sotto un capo cucito d'oro caricato di un'aquila di nero coronata (citato in (17)) contravaiato d'oro e d'azzurro, al capo d'oro caricato di un istrice (riccio) al naturale, il capo abbassato sotto un capo cucito d'oro caricato di un'aquila di nero coronata, armata e membrata del campo (citato in (20)) Notizie storiche in Famiglie nobili di Sicilia. |
|        | Riccioli (Trapani, Catania) controvaiato d'oro e d'azzurro al capo d'oro, carico di un istrice (riccio) al naturale, il capo abbassato sotto un capo cucito d'oro, caricato da un'aquila di nero coronata, armata e membrata del campo (citato in Mango) |
|        | Ricciolini (Firenze) D'azzurro, all'albero sradicato al naturale, accostato da due stelle a otto (o sei) punte d'oro, e allo scaglione attraversante di rosso alias D'azzurro, all'albero sradicato al naturale, accostato da due stelle a otto (o sei) punte d'oro, e a una lettera A maiuscola attraversante di rosso (citato in (14)) |
|        | Ricciolio (Occimiano, Torino, Roma) Titolo: conti D'argento, a tre castagni nutriti nella pianura erbosa, al naturale, quello di mezzo più alto, con il capo d'azzurro, carico di tre stelle d'oro, male ordinate (citato in (16)) 3 alberi di castagno nodriti su terrazzo erboso uscente dalla punta tutto al naturale su argento - 3 stelle (5 raggi) di oro poste 1,2 su azzurro in capo (citato in LEOM) |
|        | Ricciuli (Rogliano, Cosenza) Titolo: nobili d'azzurro alla banda accostata da due ricci d'oro, col capo dello stesso caricato di una aquila di nero (citato in (17)) |
|        | Ricciulli (Rogliano) aquila di nero su oro - banda di oro su azzurro - 2 ricci passanti di oro posti in sbarra su azzurro (citato in LEOM) |
|        | Ricciulli (Rogliano) banda di oro su azzurro accompagnata da - 2 ricci di oro posti in doppia banda su azzurro - aquila di nero su oro in capo (citato in LEOM) |

### Ricco
| Stemma | Casato e blasonatura |
| ------ | --- |
|        | Riccobaldi (Pistoia) Bandato di sei pezzi d'azzurro e d'oro, alla conchiglia attraversante d'argento (citato in (14)) |
|        | Riccobaldi del Bava (Volterra) fascia di oro accompagnata da - 3 stelle (8 raggi) dello stesso poste 2,1 su verde (citato in LEOM) |
|        | Riccomanni (Arezzo) Trinciato di rosso e d'oro, al leone leopardito del secondo nel primo, passante sulla trinciatura alias Trinciato di verde e d'oro, al leone leopardito del secondo nel primo, passante sulla trinciatura (citato in (14))         |
|        | Riccomanni (Siena) leone di oro corrente sulla trinciatura del trinciato di rosso e di oro (citato in LEOM) |
|        | Riccus (Toscana) (DE) Unter 1 blauen Schildhaupt, darin 1 vierlätziger roter Turnierkragen mit je 1 goldenen Lilie zwischen den Lätzen (Capo d'Angiò), in Silber 1 roter Ziegenbock, dieser beidseitig begleitet von je 1 roten Lilie (citato in (23)) |

### Rich
| Stemma | Casato e blasonatura |
| ------ | --- |
|        | Richard (Chiomonte, Briançon) Di rosso, a tre pigne d'oro, con il capo d'argento, carico di tre rotelle di sperone, d'azzurro (citato in (16)) |
|        | Richelieu (Francia) D'argento a tre scaglioni di rosso (citato in DAlena) |
|        | Richelmi o Richelmo o Richelmy (Nizza, Pigna) Titolo: conti di Bovile; consignori di Cavallerleone D'azzuro, all'elmo d'argento coronato alla marchionale alias D'azzuro, all'elmo d'argento coronato alla marchionale coronato all'antica e ornato di penne di struzzo Motto: Bello et paci (citato in (16)) |
|        | Richeri (La Morra, Bra) Titolo: conti di Montricher; consignori di Mombello Di rosso, al braccio armato impugnante una spada, al naturale, con il capo d'oro, carico di un'aquila coronata, di nero Motto: Ou gloire ou rien (citato in (16)) |
|        | Richetta (San Michele, Villanova d'Asti, Torino) Titolo: nobili di Valgoria; conti di Valgoria Di rosso, al covone d'oro, legato d'azzurro, sormontato da tre ruote d'argento, ordinate in fascia (citato in (16)) fascio (covone) di spighe di oro legate di azzurro sormontate da - 3 ruote di argento poste in fascia tutto su rosso (citato in LEOM) alias Di rosso, al covone d'oro, legato d'azzurro (citato in (16)) fascio (covone) di spighe di oro legato di azzurro su rosso (citato in LEOM) Motto: Probitas et opes |
|        | Richetti o Richetti o Ricchetti D'oro, a due scaglioni gemelli, il superiore d'azzurro, l'inferiore di rosso, con il capo d'azzurro, sostenuto di rosso, e carico di tre bisanti d'oro, ordinati in fascia, ciascuno carico di una crocetta, di rosso Motto: Tout à la venture (citato in (16)) |
|        | Richetti (Trieste) pellicano con la sua pietà di argento su rosso - 4 stelle (6 raggi) di oro poste in fascia su azzurro in capo - trangla di argento (citato in LEOM) |
|        | Richiardi (Torino) Partito d'azzurro e d'argento, alla banda di rosso sopra il tutto, carica di tre scaglioni d'oro, ciascuno dei quali carico di uno scaglione di verde (citato in (16)) |
|        | Richieri o Riquieri (Nizza) Titolo: signori di Levenzo, Roccasparvera, Todone; consignori di Eza, Merindol Di rosso, al castello d'argento murato di nero, di tre torri, quella di mezzo più alta, le laterali cimate da una mezzaluna dello stesso, rovesciate Motto: Mites deficientes (citato in (16)) |
|        | Richis (la blasonatura non è stata ancora caricata) (citato in DAlena) |

### Rici
| Stemma | Casato e blasonatura                                                                                          |
| ------ | --- |
|        | Riciputi (Cesena) (la blasonatura non è stata ancora caricata) (citato in BLCW) Immagine in Blasone Cesenate. |

### Rico
| Stemma | Casato e blasonatura |
| ------ | --- |
|        | Ricolfo (Mondovì) Uno scudo trinciato, indentato d'oro e di azzurro la parte superiore d'oro caricata di uno scudetto ritondato di azzurro con la figura rappresentante la temperanza e l'inferiore di azzurro caricata d'altro scudetto ritondato d'oro con la figura sopra rappresentante la Giustizia (citato in (16)) |
|        | Riconesi (Firenze) D'azzurro, al rincontro di bue di..., sormontato da una crocetta di rosso (citato in (14)) (DE) In Blau 1 rotes Kreuz und 1 silberner Stierkopf pfahlweise (citato in (23)) |
|        | Ricotti (Ancona, Fano) aquila di nero coronata di oro posata sulla troncatura su oro - 3 losanghe di azzurro poste 2,1 su argento (citato in LEOM) |
|        | Ricoveri (Siena) D'oro, al grifone troncato di rosso e d'azzurro; con il capo d'Angiò (citato in (14)) |
|        | Ricoveri (Firenze) Di..., alla spada di..., posta bassa in banda, accostata da due stelle a otto punte di..., il tutto abbassato sotto il capo cucito d'Angiò (citato in (14)) |
|        | Ricoveri (Firenze) Di..., alla spada di..., posta bassa in banda, accostata da due stelle a otto punte di..., 1.1, e accompagnata nel cantone sinistro del capo da uno zoccolo bovino di... (citato in (14)) |
|        | Ricoveri (Toscana) (DE) In silber-schwarzem Hermelin 1 roter Löwe (citato in (23)) |
|        | Ricoveri da Ruota (Firenze) Di..., a sei ruote di molino di..., 3.3, alternate a tre ricci passanti di..., 2.1; il tutto abbassato sotto il capo d'Angiò (citato in (14)) |

### Ricu
| Stemma | Casato e blasonatura                                                     |
| ------ | ------------------------------------------------------------------------ |
|        | Ricucchi (Pisa) Di rosso, alla croce ancorata d'argento (citato in (14)) |

### Rid
| Stemma | Casato e blasonatura |
| ------ | --- |
|        | Ridacchi (Pistoia) Trinciato d'oro e d'argento, alla banda doppiomerlata di rosso passata sulla partizione, e accompagnata da due uccelli posati di nero, uno nel primo e uno nel secondo (citato in (14)) |
|        | Ridi (Firenze) D'azzurro, al cane rampante d'argento, lampassato e collarinato di rosso, accompagnato nel cantone destro del capo da una stella a otto punte d'oro (citato in (14)) |
|        | Ridolfi (San Gimignano) Di rosso, alla ghirlanda d'oro racchiudente un animale passante dello stesso (citato in (14)) |
|        | Ridolfi (Pistoia) D'oro, alla banda divisa nel senso della pezza d'azzurro e di rosso (citato in (14)) |
|        | Ridolfi (Firenze) D'argento, alla morsa di rosso posta in banda (citato in (14)) |
|        | Ridolfi (Toscana) (DE) In Blau 1 roter Schrägbalken, oben rechts besetzt mit 1 naturfarben gestielten silbernen Fahne und 1 schwebenden goldenen Sechsberg überdeckend (citato in (23)) |
|        | Ridolfi (Toscana) (DE) In Blau 1 erniedrigter roter Schrägbalken, begleitet oben von 1 trichterförmigen goldenen Figur besteckt mit 4 goldenen Zweigen? (Palmzweige), unten von 1 schwebenden goldenen Sechsberg (citato in (23)) |
|        | Ridolfi o Ridolfi del Ponte Vecchio (Toscana) (DE) In Silber 1 blaues Schrägkreuz (citato in (23)) |
|        | Ridolfi o Ridolfi di Borgo (Firenze) D'argento, al capo d'azzurro caricato di tre palle d'oro ordinate in fascia (citato in (14)) (DE) Unter 1 blauen Schildhaupt, darin 3 goldene Scheiben balkenweise, ledig silber (citato in (23)) |
|        | Ridolfi o Ridolfi da Ponte (Toscana) (DE) In Silber 1 blaues Schrägkreuz, oben begleitet von 1 dreilätzigen roten Turnierkragen (citato in (23)) |
|        | Ridolfi o Ridolfi di Piazza (Firenze) D'azzurro, al monte di sei cime d'oro e alla banda diminuita attraversante di rosso (citato in (14)) alias D'azzurro, al monte di sei cime d'oro e alla banda diminuita attraversante di rosso, il tutto accompagnato in capo dalla corona d'oro infilata da due foglie di palma dello stesso (citato in (14)) (Immagine nella Raccolta stemmi Trippini (JPG).) banda di rosso su - monte a 6 cime di oro accompagnato in alto a destra da - 2 foglie di palma incrociate e infilate in una corona di oro su cui è scritto il motto in lettere maiuscole di nero "LE BEL ET LE BON" tutto su azzurro (citato in LEOM) (DE) In Blau 1 erniedrigter roter Schrägbalken, begleitet im rechten Obereck von 1 schräg und schräglinks mit 2 grünen Palmzweigen durchsteckten goldenen Krone und 1 schwebenden goldenen Sechsberg überdeckend (citato in (23)) alias D'azzurro, al monte di sei cime d'oro e alla banda diminuita attraversante di rosso, il tutto accompagnato in capo dalla corona d'oro infilata da due foglie di palma dello stesso, la corona accostata dalle insegne pontificie (citato in (14)) alias D'azzurro, al monte di sei cime d'oro e alla banda diminuita attraversante di rosso, il tutto accompagnato in capo da una vela spiegata d'argento, armata d'oro (citato in (14)) |
|        | Ridolfi (Firenze) d'azzurro, al monte di sei cime di verde, sormontato da una banda ristretta di rosso (Immagine nella Raccolta stemmi Trippini (JPG).) |
|        | Ridolfi (Verona, Roma, Venezia) toro passante al naturale sulla troncatura su verde - 3 stelle (8 raggi) di oro poste 2,1 su azzurro (citato in LEOM) |
|        | Ridolfi (Cesena) (la blasonatura non è stata ancora caricata) (citato in BLCW) Immagine in Blasone Cesenate. |
|        | Ridolfi di Ponte (Firenze) D'argento, alla croce di Sant'Andrea d'azzurro, e al lambello a cinque pendenti attraversante di rosso, posto in capo alias D'argento, alla croce di Sant'Andrea d'azzurro, e al lambello a tre pendenti attraversante di rosso, posto in capo (citato in (14)) |
|        | Ridolfini (Cortona) Inquartato decussato: nel 1° e 4° d'azzurro, alla stella a otto punte d'oro; nel 2° e 3° losangato di rosso e d'oro (citato in (14)) |
|        | Ridolfini (Perugia) gemella di oro in fascia racchiudente una stella (8 raggi) dello stesso su azzurro - 3 teste di leone di profilo di oro poste 2,1 le superiori affrontate tutto su azzurro (citato in LEOM) |
|        | Ridolfini da Gangalandi (Firenze) Di..., alla fascia di..., sormontata dallo scudetto di Gangalandi (citato in (14)) |
|        | Ridolfo (Sicilia) d'azzurro, al monte di sei cime d'oro, alla banda di rosso attraversante, accompagnata in capo da una corona d'oro, dalla quale escono due rami di palma di verde passati in decusse (citato in Mango) |
|        | Ridolfo (Toscana) (DE) In Gold 1 blauer Schrägbalken, an Ort- und Fußstelle begleitet von je 1 blauen Scheibe (citato in (23)) |
|        | Ridolfo (Toscana) (DE) In Gold 1 roter Delphin (citato in (23)) |
|        | Ridulfi (Cesena) (la blasonatura non è stata ancora caricata) (citato in BLCW) Immagine in Blasone Cesenate. |

### Rie
| Stemma | Casato e blasonatura                                                                          |
| ------ | --------------------------------------------------------------------------------------------- |
|        | Riesci (Firenze) Di..., all'albero di pino sradicato di..., fruttifero di... (citato in (14)) |

### Rig
| Stemma | Casato e blasonatura |
| ------ | --- |
|        | Rigacci d'azzurro, al leone d'oro, sormontato da una stella (6) dello stesso (citato in (5) - pag. 161) |
|        | Rigacci (Firenze) Di..., al toro furioso di..., sostenuto da un monte di sei cime di..., e al capo d'Angiò (citato in (14)) |
|        | Rigaletti (Firenze) D'oro, al volo levato di rosso alias D'argento, al volo levato di rosso (citato in (14)) |
|        | Riganti (Molfetta) d'azzurro, al leone d'oro rivoltato, e attraversato da 3 sbarre di rosso (citato in DAlena e in) |
|        | Rigaud o Rigaldi o Rigaut (Nizzardo) Titolo: signori di Puis-Gros, Rigaud D'argento, a una pianta di lauro, strappata, di verde, fiorita di rosso, con il capo d'azzurro, carico di tre stelle, d'oro (citato in (16)) |
|        | Rigacci (Cesena) (la blasonatura non è stata ancora caricata) (citato in BLCW) Immagine in Blasone Cesenate. |
|        | Righetti (Firenze) Di..., a quattro catene di... moventi dai quattro angoli dello scudo, riunite in cuore per un anello dello stesso (citato in (14)) |
|        | Righi (Firenze) Di..., alla rosa di..., sormontata da una corona fioronata di... (citato in (14)) |
|        | Righi (Cesena) (la blasonatura non è stata ancora caricata) (citato in BLCW) Immagine in Blasone Cesenate. |
|        | Righini o Righini di San Giorgio (Como, Torino, Fossano, Genova) Titolo: conte di S. Albino; barone di St. Georges, Introd, Rhemes Partito, al 1º palato d'oro e di rosso, al 2º d'argento, a due bande di rosso, con il capo d'azzurro, carico di tre gigli, d'argento, male ordinati (citato in (16)) palato di oro e di rosso - 2 bande di rosso su argento - 3 gigli di argento posti 1,2 su azzurro in capo (citato in LEOM) alias Partito, al 1º palato d'oro e di rosso, i pali di rosso ciascuno carico di un leone, d'oro, al 2º troncato, d'azzurro, a un giglio d'oro, e d'oro, a due fasce, di rosso (citato in (16)) partito: al 1º palato d'oro e di rosso, di quattro pezzi, i pali di rosso caricati di un leoncino d'oro; al 2º troncato, sopra d'azzurro al giglio d'oro, sotto d'oro a due fasce di rosso (citato in (22)) 2 leoni rampanti di oro posti sul rosso del palato di oro e di rosso (4 pezzi) - giglio di oro su azzurro - 2 fasce di rosso su oro (citato in LEOM) |
|        | Righizzi (Cesena) (la blasonatura non è stata ancora caricata) (citato in BLCW) Immagine in Blasone Cesenate. |
|        | Rigi (Sansepolcro) D'argento, alla fascia di rosso accompagnata da tre crescenti montanti di verde, 2.1, e al capo d'Angiò (citato in (14)) |
|        | Rigi (Sansepolcro) fascia di rosso accompagnata da - 3 lune montati di azzurro poste 2,1 su argento - capo d'Angiò (citato in LEOM) |
|        | Rigi Luperti (Pesaro, Fano, Mondolfo) fascia di rosso accompagnata da - 3 lune montati di azzurro poste 2,1 su argento - capo d'Angiò (sulla prima partizione) - leone rampante di oro tenente nelle zampe anteriori una spada al naturale posta in palo accompagnato in alto a sinistra da - stella (5 raggi) di oro tutto su azzurro - albero di pino al naturale su monte a 3 cime di oro accostato a destra da - lupo rampante al naturale tutto su azzurro (citato in LEOM) |
|        | Rignon (Monginevro, Pinerolo, Torino) Titolo: conti; nobili D'azzurro, allo scaglione d'oro, sormontato da tre stelle d'argento, male ordinate, accompagnato in punta da un gelso nutrito sulla pianura erbosa, al naturale (citato in (16)) scaglione di oro su azzurro accompagnato in punta da - un albero di gelso nodrito su terrazzo uscente dalla punta al naturale - 3 stelle (5 raggi) di argento poste 1,2 in alto su azzurro (citato in LEOM) Motto: Ad sidera virtus |
|        | Rigo de Righi (Milano) aquila di nero su argento - 3 rose di argento bottonate di oro sul rosso del bandato di argento e di rosso poste in sbarra (citato in LEOM) |
|        | Rigogli (Firenze) Troncato: nel 1° d'azzurro, a tre stelle a otto punte d'oro ordinate in fascia; nel 2° d'oro, all'incudine al naturale; e alla fascia di rosso passata sulla troncatura (citato in (14)) alias Troncato: nel 1° d'azzurro, a tre stelle a sei punte d'oro ordinate in fascia; nel 2° d'oro, all'incudine al naturale; e alla fascia di rosso passata sulla troncatura (citato in (14)) alias D'azzurro, alla fascia di rosso accompagnata in capo da tre stelle a otto punte d'oro, ordinate in fascia, e in punta da un'incudine al naturale (citato in (14)) (DE) In Blau 1 roter Balken, begleitet oben von 3 achtstrahligen goldenen Sternen balkenweise, unten von 1 silbernen Pflug (citato in (23)) |
|        | Rigogli (Firenze) Di..., al capro saliente di..., sostenuto da un monte di tre cime di..., uscente dalla punta (citato in (14)) |
|        | Rigogli (Prato, Firenze) D'azzurro, al leone d'oro accompagnato nel cantone destro del capo da un monte di sei cime dello stesso (citato in (14)) |
|        | Riguardati (Firenze) Partito di... e di..., alla banda attraversante di..., caricata di tre rose di... (citato in (14)) |
|        | Riguncini (Cesena) (la blasonatura non è stata ancora caricata) (citato in BLCW) Immagine in Blasone Cesenate. |

### Ril
| Stemma | Casato e blasonatura |
| ------ | --- |
|        | Rilli (Firenze) D'azzurro, all'aquila dal volo abbassato al naturale, coronata d'oro, tenente in fascia con ambo gli artigli una spada d'argento, guarnita d'oro alias D'azzurro, all'aquila dal volo abbassato palata di nero e d'argento, coronata d'oro, tenente in fascia con ambo gli artigli una spada d'argento, guarnita d'oro (citato in (14)) |

### Rim
| Stemma | Casato e blasonatura |
| ------ | --- |
|        | Rimbaldesi di rosso, seminato di gigli d'oro, alla banda in divisa composta d'azzurro e d'argento (divisa posta in banda) (citato in (5) - pag. 150) Di rosso, seminato di gigli d'oro, alla banda attraversante composta d'argento e d'azzurro (citato in (14)) |
|        | Rimbert o Rimber (Avignone, Villafranca, Nizza) Titolo: baroni di S. Sebastiano Di rosso, al mastio d'oro, fortificato da una torricella dello stesso, con il capo d'azzurro, cucito, carico di tre stelle, d'oro, male ordinate alias Di rosso, a due torri, merlate di tre pezzi, riunite da una muraglia, con la porta cimata da una torretta, il tutto d'oro, con il capo d'azzurro, cucito, carico di tre stelle, d'oro, in fascia (citato in (16)) |
|        | Rimbertini (Firenze) D'azzurro, a sei stelle a otto punte d'oro, 3.2.1 (citato in (14)) |
|        | Rimbotti (Firenze) D'oro, a tre bande d'azzurro (citato in (14)) |
|        | Rimbotti (San Miniato, Firenze) D'oro, a tre bande d'azzurro (citato in (14)) 3 bande di azzurro su oro (citato in LEOM) alias D'azzurro, a tre bande d'oro (citato in (14)) 3 bande di oro su azzurro (citato in LEOM) |
|        | Rimbotti (Siena) Di rosso, seminato di gigli d'oro (citato in (14)) |
|        | Rimediotti (Fiesole) Interzato in fascia: nel 1° d'oro, all'aquila dal volo spiegato di nero; nel 2° cucito d'argento, al castello di rosso; nel 3° cucito d'oro, allo scaglione d'azzurro (citato in (14)) |
|        | Riminesi (Cesena) (la blasonatura non è stata ancora caricata) (citato in BLCW) Immagine in Blasone Cesenate. |
|        | Rimini (Venezia) 3 stelle (6 raggi) di argento su sbarra di azzurro su - leone rampante rivolto al naturale tenente con la zampa sinistra una corona di oro tutto su azzurro - 3 sbarre di azzurro su argento caricate ognuna da 3 stelle (6 raggi) di argento (citato in LEOM) |
|        | Rimondo (Asolo) Troncato nel 1° d'azzurro all'aquila coronata d'argento; nel secondo d'oro (citato in DAlena) |

### Rin
| Stemma | Casato e blasonatura |
| ------ | --- |
|        | Rinaldelli (Firenze) fasciato d'oro e di rosso di 8 pezzi (citato in (2) - pag. 252, in (5) - pag. 126 e in DAlena) |
|        | Rinaldelli (Firenze) D'argento, a tre fasce d'azzurro (citato in (14)) (DE) In Silber 3 blaue Balken (citato in (23)) |
|        | Rinaldeschi (Prato, Firenze) D'oro, a tre fasce di rosso (citato in (14)) (DE) In Gold 3 rote Balken (citato in (23)) alias Fasciato di sei pezzi d'oro e di rosso (citato in (14)) alias Fasciato di otto pezzi d'oro e di rosso (citato in (14)) alias Di rosso, a tre fasce d'oro e al capo d'Angiò (citato in (14)) |
|        | Rinaldi (Pistoia) Troncato d'azzurro e di rosso, al leone attraversante d'oro sostenuto da un monte di sei cime dello stesso e tenente un ramo di rosaio di verde, fiorito di rosso alias Troncato d'azzurro e di rosso, al leone attraversante d'oro sostenuto da un monte di sei cime di verde e tenente un ramo di rosaio di verde, fiorito di rosso alias Troncato d'argento e di rosso, al leone attraversante d'oro sostenuto da un monte di sei cime dello stesso e tenente un ramo di rosaio di verde, fiorito di rosso alias Troncato d'argento e di rosso, al leone attraversante d'oro sostenuto da un monte di sei cime di verde e tenente un ramo di rosaio di verde, fiorito di rosso (citato in (14)) |
|        | Rinaldi (Lucca) D'argento, allo scaglione di rosso, accompagnato in punta da un monte di sei cime di verde; il tutto abbassato sotto il capo dell'Impero (citato in (14)) |
|        | Rinaldi (Pontremoli) scaglione di oro su argento - monte a 6 cime di verde uscente dalla punta su argento - capo d'Impero (citato in LEOM) |
|        | Rinaldi (Firenze) Di..., alla fascia di..., accompagnata da sei conchiglie di..., ordinate in cinta e poste tre sopra e tre sotto la fascia (citato in (14)) |
|        | Rinaldi (Firenze) Troncato d'azzurro e d'oro, a due gigli fustati decussati dell'uno all'altro (citato in (14)) |
|        | Rinaldi (Firenze) D'azzurro, al volo levato d'oro racchiudente tre gigli dello stesso, 2.1 (citato in (14)) (DE) In Blau 2 nach außen gewendete goldene Flügel, dazwischen begleitet von 3 goldenen Lilien 2:1 gestellt (citato in (23)) |
|        | Rinaldi (Colle, Firenze) Di..., alla branca di leone di..., posta in banda (citato in (14)) |
|        | Rinaldi (Treviso, Venezia) volpe rampante troncata di argento e di verde su troncato di verde e di argento (citato in LEOM) |
|        | Rinaldi o Rinaldo (Vizzini) Titolo: barone di Timpalonga d'oro al leone di rosso alla banda d'argento attraversante il tutto (citato in (17), in Mango e in (20)) banda di argento su - leone rampante di rosso su oro (citato in LEOM) Notizie storiche in Famiglie nobili di Sicilia. Ulteriori notizie storiche in Famiglie nobili di Sicilia. |
|        | Rinaldi (Cesena) (la blasonatura non è stata ancora caricata) (citato in BLCW) Immagine in Blasone Cesenate. |
|        | Rinaldi Ceroni (Imola, Casola Valsenio) cervo al naturale abbracciante con la sinistra anteriore fascia di argento attraversante su azzurro e la destra anteriore accompagnata da un piccolo giglio di oro - 3 gigli di oro in alto posti in fascia su azzurro (citato in LEOM) |
|        | Rinaldi della Torre (Monforte d'Alba, Cherasco) Titolo: baroni di Torre dei Rinaldi Inquartato in decusse: al 1° di rosso, all'aquila bicipite, d'argento; al 2° e 3° d'azzurro, al leone coronato, tenente una palma, il tutto d'oro, i leoni affrontati; al 4° d'argento, alla torre di rosso, di tre palchi, con due scettri d'oro, decussati, accollati alla torre (citato in (16)) |
|        | Rinaldi Ghisilieri (Lodi) cavaliere armato di argento corrente su terrazzo al naturale uscente dalla punta su rosso - capo di azzurro caricato di 3 gigli di oro inframezzati da 4 gocce di un lambello dello stesso (sulla prima partizione) - bandato di oro e di rosso (citato in LEOM) |
|        | Rinaldini (Siena, Firenze) Di rosso, alla croce patente, vuota, ritrinciata e pomettata d'oro alias D'oro, alla croce patente, vuota, ritrinciata e pomettata di rosso (citato in (14)) |
|        | Rinaldini (Inghilterra, Belgio) leone rampante di oro nascente da monte a 6 cime dello stesso uscente dalla punta su rosso (citato in LEOM) |
|        | Rinaldini (Trieste) torrione di rosso merlato alla ghibellina su argento aperto del campo e finestrato di 6 pezzi posti in tripla fascia di nero (citato in LEOM) |
|        | Rinalducci di azzurro a sei gigli di argento posti 3, 2, 1 (citato in (4) – Vol. III pag. 227) |
|        | Rinforzati (Prato, Firenze) Di rosso, al cane d'argento collarinato d'azzurro, seduto sulla cima di un monte di sei cime d'oro (citato in (14)) |
|        | Rinieri (Firenze) Di..., all'albero sradicato di... (citato in (14)) |
|        | Rinieri (Firenze) D'oro, alla stella a otto punte d'azzurro, accompagnata in capo da due monti di sei cime dello stesso (citato in (14)) |
|        | Rinieri (Firenze) D'oro, cancellato d'azzurro alias D'oro, cancellato d'azzurro, al delfino guizzante in palo di..., posto in capo (citato in (14)) |
|        | Rinieri (Colle, Siena, Firenze) D'azzurro, al liocorno inalberato d'oro alias D'azzurro, al liocorno inalberato d'oro, con il capo cucito d'Angiò (citato in (14)) |
|        | Rinieri Rocchi (Siena) liocorno rampante di oro su azzurro - capo d'Angiò cucito (citato in LEOM) |
|        | Rinieri Rocchi (Siena) fascia di nero accompagnata da - 3 rocchi di scacchiere posti 2,1 dello stesso tutto su oro (citato in LEOM) |
|        | Rinucci (Firenze) Di rosso, a sei filetti in banda d'argento (citato in (14)) (DE) In Rot 6 silberne Schrägfäden (citato in (23)) alias Di rosso, a tre gemelle in banda d'argento (citato in (14)) |
|        | Rinucci (Firenze) Di rosso, alla banda d'oro caricata di tre uccelli soranti di nero alias Di rosso, alla banda d'oro caricata di tre uccelli dal volo chiuso di nero alias D'azzurro, alla banda d'oro caricata di tre uccelli soranti di nero alias D'azzurro, alla banda d'oro caricata di tre uccelli dal volo chiuso di nero (citato in (14)) |
|        | Rinucci (Firenze) Partito: nel 1° di..., all'aquila di... uscente dalla partizione; nel 2° di..., alla fascia di... (citato in (14)) |
|        | Rinucci o Rinucci di Bosco (Toscana) (DE) In Blau 3 natürliche dreiblättrige grüne Zweige 1:2 gestellt und oben begleitet von 1 vierlätzigen roten Turnierkragen mit je 1 goldenen Lilie zwischen den Lätzen (citato in (23)) |
|        | Rinucci di Bono (Firenze) D'azzurro, a tre foglie d'oro (o di verde), 2.1; e al capo cucito d'Angiò (citato in (14)) |
|        | Rinuccini d'argento, alla banda di losanghe d'azzurro, accompagnata in capo dal lambello di rosso (citato in (5) – pag. 48) (DE) In Silber 1 blauer Rautenschrägbalken, begleitet oben von 1 dreilätzigen roten Turnierkragen (citato in (23)) |
|        | Rinuccini (Firenze) D'argento, alla banda di losanghe accollate d'azzurro alias D'argento, alla banda di losanghe accollate d'azzurro, accompagnata in capo da un lambello a tre pendenti di rosso (Immagine nella Raccolta stemmi Trippini (JPG).) alias D'argento, alla banda di losanghe accollate d'azzurro, accompagnata in capo da un lambello a quattro pendenti di rosso alias D'argento, alla banda di losanghe accollate d'azzurro, accompagnata in capo da un lambello a cinque pendenti di rosso (citato in (14)) |

### Rio
| Stemma | Casato e blasonatura |
| ------ | --- |
|        | Riolo (Randazzo, Milazzo) partito: nel 1° d'azzurro, a tre stelle d'oro, 1 e 2; nel 2° d'azzurro, al leone d'oro; il partito sostenuto dalla campagna mareggiata d'argento e di nero, col pesce d'argento, nuotante (citato in Mango) |
|        | Riolo (Naro) Titolo: conte del Piano, di San Gioacchino; barone e signore di Salina di Renda; Signore della Gabella della Pescheria di Trapani d'azzurro alla colonna d'argento sulla campagna di nero, a destra accompagnata da tre stelle d'oro,a sinistra un leone d'oro linguato di rosso al sole di rosso a destra (citato in (17)) d'azzurro, alla colonna d'argento, fondata sulla campagna di nero, accompagnata, a destra, da tre stelle di sei raggi d'oro, male ordinate; a sinistra da un leone d'oro, linguato di rosso, col sole di rosso, cucito, orizzontale a destra (citato in Mango e in (20)) colonna di argento accompagnata a destra da - leone rampante di oro poggianti entrambi su campagna di nero su azzurro - 3 stelle (6 raggi) di oro poste 1,2 a sinistra della colonna - sole raggiante di oro figurato di rosso uscente dal canton sinistro del capo su azzurro (citato in LEOM) Notizie storiche in Famiglie nobili di Sicilia. |

### Rip
| Stemma | Casato e blasonatura |
| ------ | --- |
|        | Ripa o De Ripis (Pertengo, Vercelli) Titolo: signori di Carpenetto, Livorno; consignori di Saluggia Di rosso, all'aquila d'oro, ombreggiata di nero (citato in (16)) |
|        | Ripa o Rippa o Ripis o Ripa Buschetti (Poirino, Torino, Vercelli) Titolo: marchese di Giaglione, Meana; conte di Cantoira; signore di Monale, Mondonio, Riva, Settime; consignore di Casasco, Ceva, Cortandone, Cortazzone, Corveglia, Dusino, Gravere, Lavezzole, Piea, Villanova d'Asti Di nero, a due fasce d'argento, la superiore carica di tre foglie di quercia, di verde; con il capo d'argento, sparso di plinti di nero, al leone dello stesso, nascente, armato e linguato di rosso, carico, sulla spalla, di un lambello, d'azzurro (citato in (16) e in (22)) alias Partito, di Ripa e di Buschetti, con il capo d'argento, sparso di plinti di nero, al leone dello stesso, nascente, armato e linguato di rosso, carico, sulla spalla, di un lambello, d'azzurro (citato in (16)) Cimiero: il leone del capo Motto: Provida sedulitate |
|        | Ripa (Torino) Troncato, al 1° d'argento, a tre foglie di quercia, di verde, al 2° di verde, al cagnolino d'argento Motto: Constanti fide (citato in (16)) |
|        | Ripa (Poirino) Di nero, a due fasce d'argento, la superiore carica di tre foglie di quercia, di verde Motto: En soulas (citato in (16)) |
|        | Ripa (Rimini, Verucchio) fascia di rosso su azzurro - stella (6 raggi) di argento in capo su azzurro - 3 monti di verde uscenti dalla punta su azzurro (citato in LEOM) |
|        | Ripa (Roma) leone rampante nascente dalla troncatura di nero caricato di un lambello a 3 gocce di rosso su argento murato di nero - fasciato di argento e di nero la seconda fascia di argento caricata di 3 trifogli di verde - 3 stelle (6 raggi) di oro su banda di azzurro su rosso (citato in LEOM) |
|        | Ripa Buschetti o Ripa di Meana (Torino) 2 fasce di argento su nero la superiore caricata da 3 foglie di quercia in palo di verde - lambello a 3 gocce di azzurro su - leone rampante nascente dalla partizione di nero su argento in capo seminato di plinti di nero posti in palo (citato in LEOM) |
|        | Ripandelli (Napoli, Candela, Vignola) spada di argento in palo manicata di oro poggiante con la punta su monte a 3 cime di oro uscente dalla punta su azzurro - la spada attraversa 2 mazze incrociate al naturale (citato in LEOM) |
|        | Ripanti (Roma) (la blasonatura non è stata ancora caricata) (Immagine nell' Archivio Storico Capitolino (PDF) (archiviato dall'url originale il 4 settembre 2014).) |
|        | Ripanti (Forlì, Fano, Ancona) fascia di oro su troncato di azzurro e di argento - sole raggiante di oro su azzurro - 3 pali di rosso su argento (citato in LEOM) |
|        | Ripari (Cremona) Di verde al leone d'oro, tenente nella branca anteriore destra una rosa di rosso, fogliata e gambuta di verde; con il capo d'argento, all'aquila di nero (citato in CROD vol. 2, p. 425 e in BLCR) Immagine in Archivio di Stato di Cremona |
|        | Riperda di nero, al cavaliere d'oro, il cavallo bardato e imbrigliato d'argento (citato in (5) - pag. 112) |
|        | Riperia (Torino) D'azzurro, a tre bande d'oro, con il capo d'argento, carico di un'aquila di nero, coronata, armata e beccata di rosso Motto: Omnibus una (citato in (16)) |
|        | Ripoli (Sardegna) (la blasonatura non è ancora caricata) (citato in (9) |
|        | Rippa o Ripis o Della Ripa (Mirabello, Casale) Fasciato di verde e d'argento, con il capo d'oro, carico di un'aquila coronata, di nero (citato in (16)) |
|        | Ripuli (Pisa) D'azzurro, a tre pali d'argento caricati ciascuno di una fila di losanghe del campo, accollate nel senso della pezza; con il capo dell'Impero (citato in (14)) |

### Ris
| Stemma | Casato e blasonatura |
| ------ | --- |
|        | Risaglia (Serravalle, Fossano) Titolo: conti; consignori di Margone, Lemie, Usseglio D'azzurro, alla banda d'argento, carica di tre pianticelle di riso, di verde, a piombo (citato in (16)) 3 pianticelle di riso di verde poste in palo su banda di argento su azzurro (citato in LEOM) alias D'azzurro, alla banda d'argento, carica di tre pianticelle di riso, di verde, a piombo, sormontata in capo da un sole d'oro (citato in (16)) Motto: Arte et fati virescit |
|        | Risaliti (Firenze) D'azzurro, a due branche di leone decussate d'argento, armate di rosso (citato in (14)) |
|        | Risaliti (Toscana) (DE) In Blau 2 gekreuzte abgerissene silberne Löwenpranken (citato in (23)) |
|        | Riseri (Cesena) (la blasonatura non è stata ancora caricata) (citato in BLCW) Immagine in Blasone Cesenate. |
|        | Risi d'azzurro a 3 spighe d'oro moventi da 3 monti d'argento accostate da due stelle d'oro ed accompagnate in capo da un sole dello stesso (citato in (4) – Vol. III pag. 436) |
|        | Riso (Palermo) Titolo: barone di Colobra d'azzurro al leone d'oro sormontato da un braccio di carnagione in scaglione coricato, tenente tre spighe di riso al naturale, il tutto accompagnato da quattordici stelle d'oro in orlo (citato in (17)) leone rampante di oro sormontato da - un braccio destro di carnagione reciso e rovesciato tenente 3 spighe di oro poste a ventaglio tutto su azzurro - 14 stelle (6 raggi) di oro poste 6 in fascia in alto e 8 in doppio palo ai lati del leone su azzurro (citato in LEOM) Motto: Facta non verba |
|        | Risolo (Specchia, Lecce) Titolo: conti d'azzurro alla pianta di riso di tre spighe recise, sostenuta da due leoni affrontanti sormontati da tre stelle in fascia, il tutto d'oro (citato in (17)) pianta di riso di 3 spighe accompagnata ai lati da - 2 leoni controrampanti sormontati da - 3 stelle (6 raggi) poste in fascia in alto tutto di oro su azzurro (citato in LEOM) |
|        | Risorboli (Firenze) Di..., alla banda di..., caricata di tre aquilegie di..., poste nel senso della pezza (citato in (14)) |
|        | Rispoli (Napoli) D'oro a tre bande di rosso; col capo d'azzurro, caricato di una rosa di rosso, bottonata d'oro (citato in DAlena) |
|        | Rispoli (Amalfi, Roma, Napoli, Salerno) (la blasonatura non è stata ancora caricata) (citato in DAlena) |
|        | Ristaldo (Scala) D'azzurro, allo scaglione d'argento accompagnato da due stelle nel capo e da un giglio nella punta; il tutto d'oro con la bordura d'argento (citato in DAlena) |
|        | Ristis (Cavaglià, Vercelli) Bandato d'oro e di rosso, con il capo d'oro, carico di un'aquila, di nero (citato in (16)) |
|        | Ristori (Prato) D'oro, al castello turrito di tre pezzi di..., la torre di mezzo più alta, accompagnato in punta da una lettera maiuscola R di... (citato in (14)) |
|        | Ristori (Firenze) D'argento, alla fascia di rosso accompagnata da tre conchiglie dello stesso, 2.1 (citato in (14)) |
|        | Ristori (Firenze) Troncato merlato d'oro e di rosso (citato in (14)) |
|        | Ristori (Firenze) D'oro, alla croce d'azzurro accantonata da quattro rose di rosso (citato in (14)) croce di azzurro su oro accantonata da - 4 rose di rosso su oro (citato in LEOM) (DE) In Gold 1 blaues Kreuz, bewinkelt von 4 roten Rosen (citato in (23)) |
|        | Ristori (Toscana) (DE) In Silber 1 rotes Kreuz, bewinkelt von 4 roten Rosen (citato in (23)) |
|        | Ristori (Toscana) (DE) In Gold 1 erniedrigter schwarzer Schrägbalken (citato in (23)) |
|        | Ristori (Toscana) (DE) In Blau 1 goldenes Kreuz, bewinkelt von 4 silbernen Rosen (citato in (23)) |
|        | Ristori (Cortona, Firenze) D'azzurro, alla fascia d'oro caricata di una palla di rosso, e accompagnata da tre stelle a otto punte d'oro, 2.1 (citato in (14)) palla di rosso su fascia di oro accompagnata da - 3 stelle (8 raggi) dello stesso poste 2,1 tutto su azzurro (citato in LEOM) |
|        | Ristori (Genova) Titolo: marchesi di Casaleggio Boiro D'azzurro, al cervo in atto di salire su un'erta digradante in banda verso la punta, il tutto al naturale, accompagnato nel capo da tre stelle (6) d'oro, disposte in fascia (citato in (16)) cervo nell'atto di salire su una erta digradante verso la punta in banda al naturale tutto su azzurro - 3 stelle (6 raggi) di oro poste in fascia in alto su azzurro (citato in LEOM) alias D'azzurro, alla fontana, zampillante d'argento, posta a destra, sinistrata da un cervo al naturale, in atto di dissetarsi, il tutto sostenuto da una campagna di verde, e sormontato da tre stelle (6), d'argento, ordinate in fascia nel capo (citato in (16)) alias D'azzurro, al cervo in atto di salire su una rupe movente in banda dal fianco destro dello scudo, il tutto al naturale, accompagnato nel capo da tre stelle (6) d'oro, 1, 2 (citato in (16)) |
|        | Ristori del Baglione (Firenze) Di..., al leone di... (citato in (14)) |
|        | Ristori o Ristori del Baglione (Toscana) (DE) In Silber 1 goldener Löwe (citato in (23)) |
|        | Ristoro di Cione (Firenze) D'oro, al monte di sei cime d'azzurro, accompagnato in capo da un lambello a tre pendenti di rosso, e da tre losanghe d'azzurro caricate ciascuna di un giglio d'oro e ordinate sotto ciascuno dei tre pendenti del lambello (citato in (14)) |

### Rit
| Stemma | Casato e blasonatura |
| ------ | --- |
|        | Rita (Roma) (la blasonatura non è stata ancora caricata) (Immagine nell' Archivio Storico Capitolino (PDF) (archiviato dall'url originale il 4 settembre 2014).) |
|        | Rittafedi (Firenze) D'oro, seminato di plinti di nero, al leone attraversante dello stesso (citato in (14)) |
|        | Rittatore (Fossano) Troncato di rosso e d'oro, alla torre (al naturale?) passante, con lo scaglione rovesciato, d'argento, carico di tre [rose?], di rosso, attraversante sulla torre (citato in (16))                                                                                   |
|        | Ritter de Zahony (Gorizia) braccio destro vestito di nero fuoriuscente da una nuvola posta a destra afferrante con la mano di carnagione un bastone uncinato di legno al naturale posto in sbarra tutto su oro - 3 stelle (6 raggi) di oro poste 1,2 su azzurro (citato in LEOM)         |
|        | Ritter de Zahony (Milano) braccio destro uscente da destra vestito di nero afferrante con la mano di carnagione un bastone uncinato di legno al naturale posto in sbarra su oro - nave di argento a 4 vele spiegate dello stesso su azzurro (citato in LEOM)                             |
|        | Ritter de Zahony (Gorizia) braccio destro fuoriuscente da una nuvola uscente da destra vestito di oro afferrante con la mano di carnagione un bastone di legno al naturale uncinato posto in sbarra su azzurro - 3 stelle (6 raggi) di oro poste 1,2 in alto su azzurro (citato in LEOM) |

### Riv
| Stemma | Casato e blasonatura |
| ------ | --- |
|        | Riva (Como) braccio destro uscente da destra vestito di oro afferrante con la mano di carnagione spada al naturale manicata di oro posta in palo su rosso (citato in LEOM) |
|        | Riva (Milano, Roma) leone passante di oro su rosso - fasciato ondato di azzurro e di argento - capo d'Impero (citato in LEOM) |
|        | Riva Berni (Mantova) delfino al naturale natante sul mare dello stesso su azzurro - 3 gigli di argento divisi da 2 filetti in palo uniti ad un filetto in fascia di oro su azzurro in capo (citato in LEOM) |
|        | Riva dei Conti Sanseverino (Reggio Emilia, Firenze, Roma, Palermo) 3 fasce di oro su rosso - 4 stelle (5 raggi) poste in doppia fascia di rosso in alto su argento e di argento in basso su rosso - capo di oro pieno - colonna di oro uscente dalla partizione cimata da una aquila coronata di nero sull'oro l'argento e il rosso - albero accollato da un serpente e affiancato a destra da un cane seduto uscente dalla punta tutto al naturale su argento - luna rivolta di argento in alto a sinistra su capo convesso di azzurro - 5 scaglioni coricati la punta a destra su fascia convessa di argento su azzurro accompagnata da - 3 gigli di oro posti 2,1 su azzurro (citato in LEOM)                        |
|        | Riva Finoli (Milano, Torino) leone passante di oro su rosso - fasciato controinnestato di argento e di azzurro (4 pezzi) - capo d'Impero (citato in LEOM) |
|        | Riva Firoli (Milano) interzato in fascia: nel 1º d'oro all'aquila di nero rostrata e membrata di rosso, coronata del campo; nel 2º di rosso al leone leopardito d'oro; nel 3º fasciato nebuloso d'azzurro e d'argento (citato in (2) - pag. 321 e in DAlena) |
|        | Rivaira (Pianezza, Milano) Titolo: baroni in Austria D'oro, a tre pini nutriti nella pianura, il tutto di verde, con il capo d'azzurro, carico di tre stelle d'oro, male ordinate (citato in (16)) |
|        | Rivaira o Rivayra (Busca) Di rosso, alla colonna d'argento, sormontata da una stella d'oro (citato in (16)) |
|        | Rivale o Barelli (Chivasso) Titolo: consignori di Monteu da Po Fasciato d'oro e d'azzurro, le fasce d'azzurro cariche di cinque stelle, d'oro, 2, 1, 2 alias D'azzurro, a due fasce d'argento, accompagnate da cinque stelle, d'oro, due in capo, una in mezzo, due in punta (citato in (16)) |
|        | Rivalta (Ozzano Monferrato) Titolo: consignori di Rosignano D'argento al fiume d'azzurro (?), sormontato da tre stelle dello stesso (?), in fascia, con il capo d'oro, carico di un'aquila di nero (citato in (16)) |
|        | Rivalta (Moncalieri) Di rosso, alla banda di nero, orlata d'argento Motto: Salari (citato in (16)) |
|        | Rivalta (Piacenza) castello a 2 torri su monte roccioso uscente dalla punta tutto al naturale su azzurro (citato in LEOM) |
|        | Rivani (Firenze) D'azzurro, a tre alberi (cipressi) al naturale nodriti sul terreno dello stesso; e al capo del campo sostenuto da una divisa d'oro e caricato di tre trifogli dello stesso (citato in (14)) |
|        | Rivarola (Genova, Ovada) Titolo: marchesi di Murazzano; patrizi genovesi D'azzurro, al leone d'oro, con il capo d'oro, carico di un'aquila, di nero (citato in (16)) alias Troncato, al 1° d'oro, all'aquila di nero, coronata del campo, nascente, al 2° di rosso, al leone d'argento, coronato d'oro, con un nodo a metà della coda (citato in (16)) alias Di rosso, al leone passante, al naturale, con il capo d'argento, carico di un'aquila nascente, di nero, coronata e rostrata, d'oro (citato in (16)) Di rosso, al leone passante al naturale; col capo d'argento, caricato di un'aquila nascente di nero, coronata e rostrata d'oro (citato in (25)) Motto: Dominus fortitudo mea - Rubeo in sanguine laeta |
|        | Rivarola (Chiavari, Palermo, Buenos Aires (Argentina)) aquila di nero coronata di oro nascente dalla troncatura su oro - leone rampante di argento coronato di oro coda annodata di oro su rosso (citato in LEOM) |
|        | Rivarola (Chiavari, Palermo, Buenos Aires (Argentina)) leone rampante coronato di oro su azzurro - capo d'Impero (citato in LEOM) |
|        | Rivarola o Rivarolo (Ovada) Di rosso, al leone di nero, posto in banda; col capo d'argento, caricato di un'aquila nascente di nero e coronata d'oro (citato in (25)) |
|        | Rivarola (Palermo) Titolo: barone di Rafforosso; principe di Roccella, trattamento di Don d'azzurro al leone d'oro, col capo d'oro caricato da un'aquila spiegata di nero (citato in (17) e in Mango) d'azzurro al leone d'oro, e il capo del medesimo caricato di un'aquila spiegata e coronata di nero (citato in (20)) leone rampante di oro su azzurro - aquila coronata di nero su oro in capo (citato in LEOM) alias diviso; nel 1° d'oro, con un'aquila spiegata e coronata di nero: nel 2° d'azzurro, con un leone coronato d'oro (citato in (20)) Corona di principe Motto: Rubeo in sanguine laeta Notizie storiche in Famiglie nobili di Sicilia. Ulteriori notizie storiche in Famiglie nobili di Sicilia.  |
|        | Rivazia (Biella) Titolo: nobili del S.R.I. Troncato, d'argento e d'azzurro, carico di tre trifogli, d'oro, ordinati in fascia alias d'argento, al capo d'azzurro, carico di tre foglie d'oro Motto: Auditor meus est Domine (citato in (16)) |
|        | Rivera (L'Aquila, Napoli) Titolo: duca, patrizio dell'Aquila, nobile romano, barone di Vittorito Spaccato semipartito: nel 1° d'oro al monte di tre cime di verde poste in fascia ; nel 2° di verde a tre sbarre ondate d'argento; nel 3° d'oro a tre sbarre di rosso (citato in DAlena) troncato e semipartito: 1° d'oro a tre monti di verde, 2° di verde a tre bande ondate d'argento, 3° d'oro a tre sbarre di rosso (citato in (17)) 3 monti di verde uscenti dalla troncatura su oro - 3 sbarre ondate di argento su verde - 3 sbarre di rosso su oro (citato in LEOM) |
|        | Rivera o Ribera o Riera (Messina, Palermo, Trapani) partito: nel 1° di rosso, a tre fasce d'oro; nel 2° d'azzurro al leone rosso (citato in Mango) alias d'oro, a tre fasce di verde (citato in Mango) alias Partito nel 1° di rosso, con tre fasce d'oro, nel 2° d'argento con un leone di rosso (citato in (20)) Notizie storiche in Famiglie nobili di Sicilia. |
|        | Rivetta (Casale) Titolo: consignori di Solonghello, Terruggia Troncato, d'oro, all'aquila di nero, e palato di verde e di rosso alias D'oro, a tre pali, di rosso, con il capo d'oro, cucito, carico di un'aquila, di nero, coronata del campo (citato in (16)) |
|        | Rivetti o Rivotti (Osasio) Di verde, a tre bande d'argento, ondate, con il capo d'azzurro, cucito, carico di una stella d'oro Motto: Fideli obsequio (citato in (16)) |
|        | Rivetti o Rivotti (Avigliana) Troncato di rosso e d'oro, all'ulivo nutrito fra due monti di verde, il tronco di nero, il fogliame e i frutti d'oro (citato in (16)) |
|        | Rivetti (Croce Mosso, Biella, Torino) Titolo: conti di Valle Cervo D'argento, allo stendardo bifido d'azzurro, posto in banda, svolazzante a sinistra, caricato di un cervo d'oro Motto: Ex parvis rivis maximum flumen (citato in (16)) |
|        | Rivola (Bergamo, Firenze, Milano) fascia di rosso su oro (citato in LEOM) |
|        | Rivola (Bergamo, Firenze, Milano) fascia di nero su oro (citato in LEOM) |
|        | Rivola (Bergamo, Firenze, Milano) fascia di rosso su argento (citato in LEOM) |
|        | Rivola (Bergamo, Firenze, Milano) castello di azzurro affiancato da 2 torri merlato alla guelfa su terrazzo di verde uscente dalla punta su argento aperto e finestrato di nero affiancato a destra da - serpente ondeggiante in palo di azzurro coronato di oro su argento (citato in LEOM) |
|        | Rivola (Bergamo, Firenze, Milano) castello a 3 torri la centrale più alta merlato alla ghibellina le torri cimate da 3 bandiere di azzurro posto sul monte centrale più alto di - 3 monti di nero uscenti dalla punta tutto su oro (citato in LEOM) |
|        | Rivola (Bergamo, Firenze, Milano) castello a 3 torri la centrale più alta merlato alla ghibellina di rosso su terrazzo di verde uscente dalla punta su argento affiancato a destra da - drago rampante di nero su argento (citato in LEOM) |
|        | Rivola (Bergamo, Firenze, Milano) castello affiancato solo a destra da una torre merlato alla ghibellina di argento su azzurro (citato in LEOM) |
|        | Rivola (Bergamo, Firenze, Milano) castello affiancato solo a destra da una torre merlato alla ghibellina di argento su terrazzo di verde uscente dalla punta su azzurro (citato in LEOM) |
|        | Rivola (Bergamo, Firenze, Milano) castello a 3 torri la centrale più alta merlato alla ghibellina chiuso di rosso su oro - bandato di oro e di rosso (citato in LEOM) |
|        | Rivola (Bergamo, Firenze, Milano) castello a una sola torre a sinistra merlato alla ghibellina chiuso di nero su - monte uscente dalla punta di verde tutto su oro (citato in LEOM) |

### Riz
| Stemma | Casato e blasonatura |
| ------ | --- |
|        | Rizio o De Ritiis (Abruzzo) Spaccato d'azzurro e d'argento: nel 1° due ricci affrontati d'argento; nel 2° tre monti di verde; colla fascia di rosso attraversante sulla partizione (citato in DAlena) |
|        | Rizza o Ricci (Ovada) D'azzurro, al riccio rivoltato e armato d'oro, uscente dal fianco destro dello scudo e fermo sulla campagna di verde, accompagnato nel capo da tre stelle di sei raggi d'oro, male ordinate (citato in (25)) |
|        | Rizzardi (Verona) fasciato di rosso e di oro - riccio passante di oro su argento in capo (citato in LEOM) |
|        | Rizzardi (Cesena) (la blasonatura non è stata ancora caricata) (citato in BLCW) Immagine in Blasone Cesenate. |
|        | Rizzardi Allegri (Verona) fasciato di rosso e di oro - riccio passante di oro su argento in capo (sulla prima partizione) - 3 pali di azzurro su fascia di argento caricati i pali e la fascia da 7 stelle (6 raggi) di argento sull'azzurro e di azzurro sull'argento su - 3 pali di argento su azzurro (citato in LEOM) |
|        | Rizzari e Rizzari-Bonaiuto (Catania, Caltagirone, Milano) Titolo: patrizio di Catania, barone di Bidamo, duca di Tremestieri, nobile dei duchi, nobile d'azzurro al palo d'oro (citato in (17), in Mango e in (20)) palo di oro su azzurro (citato in LEOM) Corona di duca Notizie storiche in Famiglie nobili di Sicilia. Ulteriori notizie storiche in Famiglie nobili di Sicilia. |
|        | Rizzi (Cloz, Verona) (FR) Coupé au 1 d'argent à un senestrochère mouvant du flanc paré d'un bandé de sinople et d'or de six pièces rebrassé de gueules la main de carnation tenant trois épis de riz d'or au 2 parti a palé d'or et de sinople de six pièces b d'argent à une croisette pattée de gueules (citato in RIET) |
|        | Rizzi (Campitello di Fassa) (la blasonatura non è stata ancora caricata) (citato in . Tiroler Wappen. Tiroler Landesmuseum Ferdinandeum) |
|        | Rizzo (Avigliana, Torino) D'argento, a quattro pali di rosso, ciascuno carico di un filetto di nero, con il capo del campo, cucito, carico di due porcospini, al naturale Motto: Fortes fortuna adiuvat (citato in (16)) |
|        | Rizzo (Mondovì) Troncato, al 1° d'oro, all'aquila coronata, di nero, al 2° d'argento, a tre ricci di castagna al naturale (citato in (16)) |
|        | Rizzo o Rizzo dei Ritii o Riccio (Napoletano) Titolo: barone di Colli, Contursi, Finocchito, Grotta Castagnara, Latronico, Oratino, Pietraferrazzana, Postiglione, Rocchetta, S. Stefano, Tortorella, Trentinara; conte di Cariati, Giugliano, Buccino; marchese di Castelvecchio Interzato in fascia, al I d'oro all'aquila di nero, nascente dalla partizione, con il volo abbassato, coronata del campo; al II d'oro al riccio (porcospino) di nero; al III d'oro a due fasce ondate d'azzurro. Arme primitiva: Troncato, nel I d'argento al riccio al naturale, nel II d'argento a due fasce ondate d'azzurro Motto: Meliora latent (citato in (17) e in (19)) Notizie storiche in Nobili napoletani. |
|        | Rizzo (Ovada) D'azzurro, alla fascia d'oro caricata di due fasce diminuite d'argento, con un leone coronato d'oro, attraversante sul tutto (citato in (25)) |
|        | Rizzoli (Cavalese, Trento, Milano) leone rampante di oro stella (6 raggi) dello stesso tra le anteriori su fasciato di oro e di azzurro (citato in LEOM) |
|        | Rizzone (Sicilia) semi troncato: partito nel 1°: a) d'argento a tre ricci di castagno al naturale; b) di rosso a un riccio come sopra; nel 2° d'argento a un pino di verde sinistrato da un leone al naturale (citato in Mango) |